# ハクション大魔王
『ハクション大魔王』（ハクションだいまおう、英語表記：The Genie Family）は、タツノコプロによるギャグテレビアニメおよびその主人公。
本項では、『ハクション大魔王2020』についても記述する。

## ストーリー

### 1969年版
ある日、小学2年生のカンちゃんこと、与田山かんいちは屋根裏でホコリを被った壺を発見する。壺の前でクシャミをすると、その壺の中から何とも奇妙な魔法使いのハクション大魔王が飛び出して来た。
この大魔王はクシャミをすると壺の中から呼び出され、相手がクシャミをもう一度するまでは壺には帰れない。しかも、呼び出した者（ご主人様）の願い事を叶えなければならない。
カンちゃんは早速、願い事を叶えさせようとするが、大魔王の魔法は役立たずで何をやっても失敗ばかり。さらにあくびをすれば、大魔王の娘でお転婆なアクビも壺から飛び出して、ご主人様の言うことも聞かずにイタズラし放題。ドジな大魔王とやんちゃなアクビが、街中で大騒動を巻き起こす。
シリーズ前半では、カンちゃんは大魔王とアクビの存在を両親に隠していたが、後半では両親に受け入れられて、家族同然となる。
本編中のエピソードの大半は多少の哀感はありつつもギャグに徹していたが、最終回は一転してシリアスな展開で締めくくられる。
大魔王とアクビは「壺の掟」により大々魔王の命令で魔法の壺に100年間封印される事となり、ふたりは号泣しながらカンちゃんに月食で100年間、会えなくなることを告げる。カンちゃんをはじめとする登場人物たちは大魔王とアクビが魔法の壺に戻ることを阻止すべく様々な策を講じるが、壺の持つ強力な魔力の前には無力で、親子共々壺の中へと引き戻されてしまう。大魔王とアクビはカンちゃんたちに別れを告げ、魔法の壺は月の彼方へと飛び去って行った。

### 2020年版

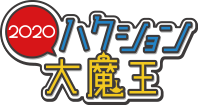
2020年版のタイトルロゴ

ある日、小学5年生のカンちゃんこと、与田山カン太郎が学校から帰宅すると、自分宛ての小包が配達されてくる。小包の中には奇妙な壺が入っており、壺の近くであくびをすると、その壺の中から魔法使いのアクビが飛び出して来た。
アクビは魔法の世界の女王になるため、父のハクション大魔王の命令で人間の世界で魔法の力を磨く修業をするのに、50年前にお世話になったかんいちの孫であるカン太郎の家におしかけてきたのだ。
アクビは早速、修業のためカン太郎の夢を魔法で叶えようとするが、カン太郎には叶えたい夢や将来なりたい職業がなく、修業にならず困らされる。そんな時、カン太郎がくしゃみをすると、今度は大魔王が壺から飛び出しカン太郎の夢を叶えようと世話を焼き始める。しかし人間の世界を離れた50年の間に世の中が様変わりし、科学の力で人間の願いがほとんど叶っていることを知って、大魔王はもう魔法の力は要らないのではないかと落胆してしまう。
そこでアクビは修業の目的をカン太郎の叶えたい夢を見つけることに変更し、カン太郎のお世話をすると決めるのだが、おならで壺から呼び出される弟のプゥータのイタズラで大騒ぎが巻き起こる。
アクビとの様々な職業体験を通し、カン太郎の夢が見つかったと分かると、修業の目的を果たしたアクビは「魔法界の掟」により次の満月の晩に魔法界に戻らなければならなくなり、もう会えなくなることを告げる。そして迎えた満月の晩、カン太郎一家をはじめとするクラスメイトたちはアクビとプゥータの手足を握りしめ、二人が魔法の壺に戻ることを阻止しようとするが、壺の持つ強力な魔力の前には無力で、二人は壺の中へと引き戻されてしまう。アクビとプゥータはカン太郎たちに別れを告げ、魔法の壺は夜空に浮かぶ月へと浮かび上がり、消えてしまった。

## キャラクター
声は1969年版 / 2020年版の声優。1人で特記無き場合1969年版。

### 魔法使い
基本的にハクション大魔王はくしゃみ、アクビはあくびで呼び出されないと出てこないが、話によっては最初から登場していることもある。
ハクション大魔王
声 - 大平透 / 山寺宏一
1969年版
カンちゃんが自宅の屋根裏部屋で発見した壺から現れた中年の魔法使い。壺の近くでくしゃみをした者を主人として言うことを何でも聞き、主人が再びくしゃみをすると壺の中に戻る。主人以外の者がくしゃみをしても、壺に戻ることはできない。
語尾に「…でごじゃる」と付けて話す。一人称は「私」。その風貌は、顔は洋梨型の輪郭にロバのような大きな耳、愛嬌のある目に薄紅色の大きな鼻、ドーナツ型の分厚い唇。髪の毛はなく、つるっぱげ。もみあげと繋がった顎髭を生やしている。体はいわゆる関取体型で貫禄があるが、力自慢ではない。また、カナヅチでまったく泳げない。周囲を水浸しにするような魔法を何度か掛けていて、その場合はいかだに見立てた空飛ぶ絨毯の上にいることが多い。鼻から生えている髭は切られると生え変わるまで魔法が使えなくなるという弱点がある。
性格は、温厚でお人好し、気が優しくて涙もろい。泣く時は「オロローン」と言いながら滝のように涙を流す。基本的に真面目で嘘が嫌いな性分であるが、召使いとして呼び出された立場上、主人が命じた無理難題に従うことがある。しかし、目に余る悪事や悪質なイタズラを命令された際には反発することがある。
魔法をかける際は、呪文を唱えながら腕をぐるぐる回して発動させる（第27話以降はマジックハンドを使用）。唐草模様のがま口鞄を斜め掛けにしており、その中には魔法道具が納められている。この道具が持ち前のドジで思いもよらぬ大騒動になることがしばしばある。
年齢は300歳。魔法の世界では200歳で成人として扱われ、その証として成人式でマジックハンドを授けられる慣習があるが、落ちこぼれの大魔王は100年遅れで成人と見做され、ようやくマジックハンドを与えられた。
ハンバーグが大好物で、大量のハンバーグをあっという間に平らげたり、取られると怒ったりするなど執着心も強い（後述も参照）。
ブルドッグのブル公と数字が苦手で、数字を見ると蕁麻疹が出る。そのため痒みを抑える為に当初は魔法で風呂を沸かして入っていたが、カンちゃんが背中掻き機を作りプレゼントしてからは、それで背中を掻いている。背中掻き機は最終回で金田くんからもプレゼントされたが、こちらは使う機会はなかった。
衣装はデザインが第5話Bパートから若干、簡素化され、マイナーチェンジ後のデザインとOPのデザインは共通で襟巻きと帽子の紐&花が削除され、帽子の彩色が上部が腹巻と同じ配色の紺黄螺旋から緑ベタに、下部が緑ベタから白になり、宝玉の色も黄色から赤に変わっている。ブル公によく尻を噛み付かれるため、ズボンには常にツギハギがある（尻と両膝）。下着は赤いふんどしを愛用している。
壺の中以外では与田山家の屋根裏で生活している。
普段は「魔王」や「魔王さん」と呼ばれているが、ブル公だけには「ハクちゃん」と呼ばれている。勿論、「大魔王」は称号などではなく、固有名詞である。
第19話での大々魔王のセリフによると壺の中（魔法の世界）では落ちこぼれで、階級も一番下である。最終回では大々魔王が、正式な称号として大魔王ではなく大魔王子と呼び掛けている。しかし、外の世界の人間を連れて来て、大魔王の活躍振りを証明できたら階級を上げてやると言われ、カンちゃんらを連れて行って証明させようとした。
魔王一家の事は第26回まではパパとママには秘密だったが、第27回で知られて以後は家族として行動する事が多くなり、最終回Aパートでは新聞記事に「与田山家の居候」と記載され、完全に「居候」扱いとなった。
放送前の構想段階では、「アラジンと魔法のランプ」のランプの妖精・ジンを思わせるムキムキで筋肉質なデザインのキャラクターであった。
2020年版
魔法の世界の王様になっており、自身の跡を継ぎ魔法の世界の女王になるよう、娘のアクビに人間の世界での魔法の修業を命じる。
1969年版においてカンちゃんの家の屋根裏にいたのは魔法の世界の王様になる修行の為であったことが判明している。容姿は1969年版と少し異なり、ヒゲの本数が減り、たらこ唇ではなくなっている（それに合わせ50年前のかんいちとの写真も容姿が変更されている）。
カン太郎にくしゃみで呼び出され初対面したとき、彼をかんいちと勘違いし、再会の感動から抱きついて部屋が水浸しになるまで大泣きするなど、人が好く涙もろい所は変わっていない。50年前には日本ではまだ珍しかった大好物のハンバーグをパンに挟んで食べるハンバーガーが一般的な食べ物になっているなど知らないものがあるばかりか、人間の世界を離れた50年の間に科学技術が進歩して科学の力で人間の願いが叶う世の中に変貌していることに驚愕し、「もう魔法の力は要らないのではないか」と落胆するがアクビに励まされている。
壺の中では本来の大魔王とは似ても似つかないヒゲの似合うダンディな男性の姿をしており、「…でごじゃる」の語尾は人間の世界と変わらないが、落ち着いた喋り方をしている。
魔法の世界の王様になったことから、自分の意思で魔法の壺を出入りできるようになっており、「呼ばれてないけどジャジャジャジャーン」といって登場し、ストーリーの本筋に絡まず群衆に紛れてこっそり人間の世界に登場しているときがある。

アクビ
声 - 貴家堂子 / 諸星すみれ
1969年版
ハクション大魔王の娘。年齢不詳。大魔王のことを「おとたま」（2020年版では「おとさま」とも）、母親もしくはそれに類する人物は「おかたま」と呼ぶ。一人称は「アクビちゃん」。第2話のAパートで初登場した。「ですぅ」が口癖。
体型は二頭身と小柄で、髪型はポニーテールにしている。両耳に大きなイヤリングをつけている。お転婆で、いたずら好きだが気が強く、怒らせると怖い。
魔法を上手に使いこなすことが多く、変身魔法が特に得意で昆虫や鳥などの小動物に変身することが多い。魔法を掛ける時はタンバリンを叩くが、初登場時はそれを使わずに手を叩いていた。大好物はコロッケである。
父のハクション大魔王と魔法対決をして、一度は勝利したことがあるが、鏡が大の苦手で鏡を見るとそれまでに掛かっていた魔法が全て解ける。本人の言によると鏡を見ると全身の血が凍るらしい。鏡面状の物はほぼ全てがダメらしく、第45話では外が鏡張りの万博のパビリオンでも、そうなった。ただし、第48話のAパートで見られるように川の水面などを鏡のように覗き込むのは平気なようである。
壺の中よりも外の世界の方が好きで、呼び出されると「遊びましょう」とご主人様を困らせる。カンちゃんがゆりこや他の女性に熱を上げているのを見て焼きもちを焼くなど、カンちゃんに思いを寄せている節があり、最終回で壺に帰る時、その事を告白した。やきもちの矛先が父親の大魔王に向くこともある。
「ボーイフレンドが欲しい」「宝石が欲しい」と言ったりするなど普通の人間の女の子のようにキャラクター設定をされている。よその子に間違えられたこともある（第29話のBパート）。
2020年版
主人公を務める。一人称は「私」。魔法の世界の女王になるため、人間の世界で魔法の修業をするよう大魔王に命じられ、かんいちの孫のカン太郎の家におしかける。しかし、カン太郎が無気力で将来の夢がないために魔法を使う機会がなく、修業が出来ずに困らされる。そのため、カン太郎の将来の夢を見つけることを修業の目的に切り替える。大魔王から与えられた魔法のステッキで人や物を変身させる魔法を掛けるのが得意。
1969年版と比べ、明るさを残しつつお転婆なところは鳴りを潜め行儀よくなっているが、50年の間に様変わりした人間の世界に興味津々で、見物にカン太郎を連れまわすなど活発なところは変わっていない。壺の中では本来のアクビよりも大人びた成人くらいの姿をしている。人間の世界で魔法で大人に変身することがあるが、その時は、ティーンエイジャーくらいの容姿をしている。
ファミレスで初めて見たピザがタンバリンに似ていたことから興味をもって注文し、好物になる。
カン太郎からアクビの母親のことを尋ねられても質問の意図を理解出来ておらず、ハクション大魔王から「（アクビの母親のことは）魔法界の秘密」と耳打ちされている。
第13話でカン太郎たちが豆ノ木町の子供会でキャンプに行ったとき、カン太郎があくびをして壺に戻る場面を友人たちに目撃され、アクビが魔法使いであることがばれてしまうが受け入れてくれた。最終回にてようやくカン太郎の夢(自分に対する告白)を見つけた。魔法の世界の掟に従い修行を終えて壺に戻らなくてはいけなくなり、最後はカン太郎に感謝の気持ちを伝え壺の中へ帰って行った。

大々魔王
声 - 永井一郎
ハクション大魔王の父親。もっとも、作中での大魔王から大々魔王への（あるいは逆の）呼びかけなどからは、いわゆる上司と部下の関係とも言える。後に大魔王が使うことになるマジックハンドのような杖を持っている（杖の先端についている手のモチーフは、大々魔王は黄色、大魔王は白である）。
『よばれてとびでて!アクビちゃん』でも同名キャラクターが登場しているが、こちらは大魔王の単なる上司のように描かれていて、独身(但し離別しているか死別しているかは不明である)という設定。
大魔王のおかたま
大魔王の母親でアクビの祖母。第14話のAパート「モーレツババアの話」に登場。ゲジゴンがクシャミをして大魔王を呼び出した時に共に現れた。その日は魔法の国の"オババの日"であり、大魔王はわがまま放題の母親に振り回されながら、ゲジゴンの言うことを聞かねばならず板挟みになった。大魔王からは「おかたま」と呼ばれ、息子のことを「倅」と呼ぶ。ゲジゴンからババアと呼ばれ憤慨した。容姿は中高年女性というよりも老女のようである。
シャックリ
声 - 京田尚子
魔法の国の料理の先生。語尾に「…ざます」「…ざんす」をつけた山の手言葉で話す。細面でやや釣り目、タラコ唇である。第15話のBパート「みんなひっこめツボの中の話」に登場、ママの料理を一方的に手伝ってメチャクチャにした。弱気な大魔王をお玉で何度も叩いたり、カンちゃんの命令で大魔王に縛られ「あとで怖いざんすわよ!?」と凄い形相で威嚇するなど、気性の激しい面がある。
一度きりのゲストキャラクターだが、初期設定ではハクション大魔王の妻であり、アクビとシャックリが並んで描かれた版権画も存在することから、後年に書かれた一部の記事では誤って大魔王の妻として紹介されることもある。
実際に放映された本編では大魔王に妻はいないものとなっており、第15話でシャックリが登場した際にもお互いに夫婦関係だったことを思わせる描写は無かった。
他の魔法使い
- スーパーセールスマン
- 魔女マヌーバ
- 魔法の国の大臣
- 魔法テストの試験官

### 与田山家
まめのき町にある一戸建て。1969年版では急勾配の赤い屋根が印象的な木造住宅。室内は外観から想像するより広く描写されており、ベッドを置いても余裕のあるカンちゃんの部屋、両親の部屋、広々としたキッチンや客間の他、登場人物たちが走り回れるほどの居間にはマントルピースまで設けられている。100坪はあろうかという広い庭には芝が張られている。
家電三種の神器も揃っており、自家用車も所有。パパは休日にゴルフに出掛け、ママとも時々めかし込んで観劇に出掛けるなど高度経済成長期（いざなぎ景気）に庶民の憧れだったほぼ全てが揃った、ゆとりのある暮らしぶりになっている。
しかし、大魔王の魔法や騒動で度々、全壊する。全壊までしなくても、カンちゃんが屋根から床下まで落っこちたり、大魔王とカンちゃんが玄関を破壊したようなことがある。
カンちゃんの部屋の押入の天井から入れる屋根裏に大魔王の部屋がある。屋根裏に収まらない仕掛けをする時は屋根の上で行うことがある。
2020年版ではモダンなデザインの一戸建て。二階のカン太郎の部屋に木造で増築した2.5階の部屋（前作の屋根裏部屋の代わり）がある。
カンちゃん（与田山かんいち）
声 - 加藤みどり / 古川登志夫
1969年版
1969年版の人間の中心人物で、小学2年生。1961年度生まれ。犬のブル公やガキ大将のゲジゴンらにいじめられ、好きな女の子もいるがいい所を見せられない気弱な面もあるが、優しい面もある男の子。
勉強が苦手で落ちこぼれ。テストも落第点ばかり取っている。しかし、これが遠因でハクション大魔王と出会う切っ掛けとなった。
ハクション大魔王とアクビは主に彼によって呼び出される。大魔王と出会って以来、大魔王を呼び出すためにコショウやコヨリを持ち歩いている。大魔王に頼んで、魔法を一日だけ使えるようになり、その際は「ゲップ小魔王」と名乗った。
アクビの怒りを買い、蜂やハエたたきに変身したアクビに顔じゅうを刺されたり、百叩きの刑にされたり、果ては第42話のBパート「明日新聞の話」で頭に飛行機が落ちてくると予言され、死の恐怖を味わわされたりと散々な目にあっている。大魔王にも（アクビが唆したとはいえ）復讐されたことがある。最終回の終盤では「魔王ー!!」と月の彼方に絶叫した。
オレンジ色の団子っ鼻でそばかすがあり、でべそ。第26話まではサブタイトル コール時のくしゃみも担当。第1話と第2話 以降ではくしゃみのパターンが少し異なる。多くの場合、青地で壺模様があしらわれたTシャツを着ている。赤い野球帽もトレードマークの一つで、自宅などの部屋の中でも被っていることがある。
2020年版
後述の与田山カン太郎の父方の祖父。還暦近くで髪もグレーに変化しているが、海外で元気に暮らしている。孫のカン太郎が幼い頃に、自身が子供のころハクション大魔王が魔法で願いを叶えてくれた昔話を教え聞かせている。また1969年版の子供の頃の彼も回想シーンで登場している。
カン太郎が夏休みに家族旅行でリゾートホテルに宿泊した際、帰国してカン太郎たちの家族旅行に合流し、大魔王、アクビと50年ぶりの涙の再会を果たしている。
小学生の頃はぐうたらだったが、50年前の魔王との突然の別れがきっかけで自分が甘えてばかりいて努力をしていないことを自覚し、それ以降は何でも自分から挑戦するようになった。社会人になっても積極的に行動を続け、挑戦の一環として、定年前に脱サラして海外に移住している。心残りは、幼い頃に好きだった女の子に思いを伝えられなかったことで、「やらない後悔よりも、やって後悔」をモットーに毎日積極的に行動して人生を楽しんで生活している。
パパ（与田山与太郎）
声 - 田の中勇
「ABC・KK」という会社に勤めるサラリーマン。チョビひげを生やしており、家では青いガウンを着ている。時々出掛けるゴルフが趣味。兵役経験があり、当時の隊長は大魔王と瓜二つ。
第45話のAパートの本人の言葉によれば、昔は陸上部の選手だったという。気弱な面もあるが、鷹揚な面もある。
2020年版では本編に登場しないが、かんいちの回想で登場している。
ママ
声 - 麻生みつ子
専業主婦。ハクション大魔王と魔法に度々驚き、泡を吹いてひっくり返る。大魔王のことを「魔王さん」と呼ぶ。一家の中では常識人の役回り。
山奥の田舎に住む意地の悪い父親がおり、大魔王は一度、彼にこき使われた。
2020年版ではパパと同様、本編に登場しないが、かんいちの回想で登場している。

### 友人・クラスメート
ゲジゴン
声 - 立壁和也
ガキ大将。シャツに袴にゲタという特異な姿で、鉄鍋をカバン代わりに提げている。関西弁を話し、カンちゃんを「カン公」と呼ぶ。
ゲジゴン一家を名乗り、子分には「サボテンのトゲ」と「ブタマンのハゲ」がいる。一度、大魔王の主人になったことがある。第19話で魔法の世界の財宝を盗み出そうとし、大魔王の忠告を無視して、くしゃみをしたために子分共々、石にされたこともあった。一人称は「わて」「わい」「わし」。但しドラマ版では標準語及び関東方言のため「俺様」である。
カンちゃんによく意地悪をするが、険悪な仲ではない。
2020年版では本編に登場しないが、かんいちの回想で生前のブル公と共に登場している。
ユリ子
声 - 松島みのり
カンちゃんの憧れの女の子。才色兼備で心優しく、機転も利く。ペスという名の犬を飼っている。2020年版では彼女らしき女性がカンちゃんの隣にいたが本人かどうか不明。
金田（金田ありまろ）
声 - 麻生みつ子
大金持ちの御曹子で豪邸に住み、運転手付きのロールスロイスで送り迎えされている。垂れ目で口が尖っている。ヴァイオリンを習っているが腕はいま一である。
アクビに好意を寄せ、金に物を言わせて仲良くなり掛けたが、カンちゃんと大魔王に阻止された。

### その他
デブ山先生
声 - 遠藤晴
カンちゃんの担任で、肥満気味の女性教師。アクビのいたずらにより、そろばんローラーに乗せられて、教室の壁をぶち抜いた事がある。
ブル公
声 - 相模武 / 杉崎亮
1969年版
金有家で飼われている雄のブルドッグ。ふてぶてしく図太いが繊細な一面がある。ハクション大魔王とカンちゃんの天敵とも呼べる存在で憎まれ役。欧州の城のような建物と広大な敷地を有する金有家の愛犬として溺愛されており、飼い主の前では大魔王たちに見せる顔とは正反対で、従順な態度で大人しい。
大魔王の尻に噛み付き、ちぎり取った布をコレクションしている。そのコレクションには大魔王の他にカンちゃん、ゆりこ、ゲジゴン、アクビの物がある。
普段は大魔王やカンちゃんと敵対することが多いが、手を組むことがある。たまに人間の言葉を喋り、二足歩行をしたり、前足を人間の手のように使ったり、果てはスパイ活動まがいのことをする。頭が切れ、大魔王との騙し合いや駆け引きに勝つことが多い。
最終回では今まで貯めていた骨をプレゼントしたり、噛み付いた時の布キレを大魔王に返し、ママが縫い付けるよう頼むなど内心、彼を憎からずも想っていることが判明した。大魔王が壺に戻るのを食い止めようと噛み付くが、結局失敗に終わり、別れを惜しんだ。脇役だが登場回数は多く、メインを張ることもしばしば。大魔王を「ハクちゃん」などと呼ぶ。
2020年版
50年前に魔王たちと涙の別れをした当時よりやや老化した姿で幽霊になっており、いつの間にか壺の中の魔法の世界で魔王たちと再会を果たし、親友兼愛犬として仲良く暮らしている。第3話では生前の魔王の宿敵だった頃の話も出ている。また、稀に以前のように人間の言葉を話す場面もある。また10話では「ブルゴン」というよく似た金甘利の愛犬が登場し、こちらはかつてのブル公のように魔王に噛みついた。

それからおじさん
声 - 愛川欽也 / チョー
1969年版
第27話のAパート「マジックハンドの話」で初登場。黒い背景に白い線画の単純なタッチで描かれている。色の付いた赤い帽子が特徴で、右手に傘を持っていることが多い。
サブタイトルに登場して、タイトルコールの後に「ハックション、オオオオ!」と合いの手を入れるキャラクター。その後はCM前のアイキャッチや場面転換の際に頻繁に登場するようになる。
サブタイトル以外では話の内容に合わせた容姿で登場する。「それから どうしたの」「それからそれから、何? コマーシャルどうぞ」などのセリフを喋ったり、くしゃみをしたりする。
後半は劇中の内容、キャラクターと絡む演出が見られるようになるが、最終回では視聴者に魔王とカンちゃんの別れの余韻を冷まさないよう、終盤には一切登場しなかった。
2020年版
役回りは1969年版と同様だが1969年版以上に「それから」のバリエーションが増え、さらに「それから」以外の台詞も言っている。一度だけ「それからどうした」と言っている。名前が「ソレカラおじさん」になって「それから」が片仮名表記になっている。
第1話から第10話までの前期EDアニメでは通り雨に出くわしたアクビが雨に濡れないよう、立体的に描かれた彼と思わしき人物がアクビに雨傘を渡している。作中以外にも番組のデータ放送でミニゲームのキャラクターとしても登場している。
第14話ではカンちゃんと魔王とアクビが再会を果たした際、当時のことを知っていた為か涙を流している。
第15話ではアニメ制作の解説役をしたり、ラストではいたずらをして登場人物の顔と話し方を魔王にしたことがある。
第16話では肝試しのお化けとして万福坂の前に現れ、帽子を脱いで怖がらせ（視聴者には帽子の中がどうなっているかは見えない）、その回の次回予告でカン太郎と会話している。カン太郎とマリオはすれ違っただけで気づかなかったが、アクビは彼に手を振っていた。

## ハクション大魔王の好物
大魔王の好物は当初の設定ではコロッケだった物が、アフレコの段階でハンバーグに変更になった。この理由には以下の説がある。
- 当時の子供の好物に合わせた。
- 番組の提供スポンサーが『マルシンハンバーグ』のマルシンフーズだったため。
- 色指定が濃くなってしまったから。

「ハクション大魔王」のメインスポンサーは森永製菓だが、放送当時の番組広告では「提供＝森永 他」と表記されており、一社提供ではなくその他のスポンサーも存在していたことが窺われる。そこにマルシンフーズが加わっていた可能性は否定できないが、実際に番組スポンサーだったか否かについては裏付ける資料がなく、結果としてスポンサー影響説は後世の噂の域を出ていない。
色指定ミス説について笹川は「コロッケと思ってみれば見えなくもない」とコメントし、色指定のミスが原因ではないとしている。初期の調理シーンではハンバーグは衣を浸けてから油で揚げているが、途中からは鉄板で焼く表現に変わっている。
タツノコプロの公式Twitterでは「ハクション大魔王の大好物 ハンバーグ。ところが作画の際にコロッケを想定していたため、画面上では油で揚げているシーンが作られていた。しかし、レシピ本『空想お料理読本』に『ハクション大魔王』のハンバーグが紹介。油で揚げるハンバーグの作り方も掲載されている」とツイートしている。
2012年7月29日放送のTBSラジオ『爆笑問題の日曜サンデー』特集「タツノコプロ 50周年」での大平透の証言によれば、最初のアフレコ時の台本ではコロッケとなっていたが「今時、コロッケは無いだろう。今の子供はハンバーグだ」とその場で、ハンバーグに変更したという。

## 魔法使いの魔法
ハクション大魔王をはじめとする魔法使いたちが人間の世界で使う魔法は、基本、呼び出した人物（ご主人様）の願いを叶えるために使われ、呪文を唱えたり、魔法の道具を使うことで物を創り出す、人や物の姿・形を変える、人や機械を意のままに操るなど、おおよそ考えつく限りの万能の力があるが、壺の中に魔法使いが戻ると魔法が解けてしまい、そのことが話のオチに結びつく展開となることが多い（魔法で創り出した物が消える、操られていた人が正気に戻り、操られていた間の記憶を失う等）。壺の中に戻らなくても、アクビが苦手な鏡を見て精神的に弱った際に魔法が解けてしまった例もある。
時には大魔王が蕁麻疹が出て痒くなったのを抑えるのに、魔法でお風呂を沸かすなど自分のために魔法を使ったり、アクビ（1969年版のみ）やプゥータのように、ご主人様の言うことを聞かずにいたずらする目的で魔法を使う場合もある。

## アイテム
魔法の壺
ハクション大魔王とアクビたちが住む世界が中にある魔法の壺。与田山家の屋根裏に無造作に置かれていたものを偶然カンちゃんが見つけた。
高さ20cmほどの赤い壺で、正面には大魔王にも似た愛嬌の顔らしき模様が大きく描かれている。首は片手でつかめる程度に細長く、胴はぽってりと膨らんでいる。胴には耳のような持ち手が二つ付いている。
大魔王やアクビが登場する時には音楽に合わせて、くるくると回転することが多い。基本的に与田山家に置いてあるが、カンちゃんが度々、持ち出している。
第45話で、パパの発案から万博の会場に持っていった。第19話で、壺の中の魔法の世界も紹介されている。第2話のBパートなどの様に人手に渡ったことも何度かあるが、最終的にいつもカンちゃんの手元に戻ってくる。
壺には催眠音波と目から人に衝撃を与える光線を発射する等の強力な魔力が備わっており、何人とたりともその魔力を防御したり反撃する事は不可能であり、最終回でその威力を発揮し、魔王とアクビを100年間、壺の中に封印する「壺の掟」を実行するため魔王親子を強制的に壺の中に引き戻した後、与田山家の天窓から月の彼方へ飛んで行った。
2020年版では前作の魔王の顔をモチーフとした赤い壺から、アクビの顔をモチーフとしたピンクの壺にデザインが変更されている（それに合わせ50年前に撮られた壺の写真もデザインが変更されている）。
アクビが魔法の世界の女王になる修業を人間の世界でするため、月からアクビとともに東京に飛来し、送り主が魔王の宅配便でカン太郎の家に配達されてくる。
2020年版では壺の中の世界のアクビや大魔王たちが人間界でみせるデフォルメされた頭身の姿でなく、六頭身の大人の体形で描かれている。年齢も変化しており、プゥータ曰く魔法の世界と人間界で時間経過自体が違うことで変化しているのではないかとしている。
知らない人にアクビやプゥータが壺から呼び出され騒動になることを避けるため、壺を持ち運びしやすいようアクビの魔法でカン太郎の着ているTシャツの柄に形を変え一体化させる時がある。通常、アクビたちが壺の中に戻ると人間の世界で掛けた魔法は解けるはずが、魔法が解けずTシャツの柄に形を変えた壺からアクビが呼び出される矛盾した描写が確認できる。
壺が割れてしまったことがあり、割れた壺からはアクビを呼び出そうとしてもアクビの帽子や洋服、靴などしか出てこられなくなってしまうが、壺が割れる前に人間の世界に散歩に出ていたハクション大魔王の魔法で割れる前の状態に修復されている。
「アラビンドビン ドアチャビン」の呪文を唱えダンスをすることで、世界中のどこにでも瞬時に移動できるドアとして使うことができる。
ハンバーグ
前述の様に大魔王の大好物。
マジックハンド
大魔王が魔法を掛ける為に使う道具。杖の先端に手袋を嵌めた手のモチーフがついている。第27話のAパート「マジックハンドの話」から登場。魔法の世界では成人（200歳）すると一人前の魔法使いの証しとして授けられるもの。大魔王は落ちこぼれであったため、100年遅れで300歳になった時に大々魔王から授けられた。
魔法のステッキ
2020年版で大魔王がアクビに魔法の修業を命じた際、修業に立つ証としてアクビに与えた魔法の道具。前作ではアクビが魔法を掛ける時はタンバリンを使っていたが、本作ではこの魔法のステッキで人や物を変身させる魔法を掛ける。形状は上述のマジックハンドに倣い、実質マジックハンドと同じもの。
魔法のステッキで魔法を掛けられ変身した人間は見た目は変身しているが、身体能力は魔法を掛けられた人間本来の能力に依存しており、スポーツ選手に変身したからといって身体能力までスポーツ選手のように向上するわけではない。しかし第11話ではアクビの魔法が上達しており、人魚に変身したアクビは深海に潜っても呼吸ができるようになっている。人以外に物を生き物に変えることもでき、プゥータの帽子をワシに変えたこともある。
タンバリン
アクビが魔法を掛ける為に使う道具。鼓面があるタイプで、それを叩いて魔法を掛ける。
空飛ぶ絨毯
声 - 大畑伸太郎（2020年版）
文字通り、空を飛ぶ為に使うことが多い大魔王の道具。いかだの代わりやブル公を簀巻きにする際などにも使われた。耐久性に難があるらしく、頻繁に破れる。 2020年版では目と口が描写され自らの意志で行動し、アクビやカン太郎と会話できる個性を持つようになっている。滑空する手段以外に使われると機嫌が悪くなる。当初はカン太郎に対して口が悪くぶっきらぼうな態度が多かったが、壺を直すためにカン太郎を後押ししたり、崖から落ちたカン太郎を助けたり、カン太郎と一緒にダイオウイカに襲われたアクビを助けるなど根のいいところも見せるようになる。
隠れ蓑
大魔王が身を隠すために使う。身に着けると透明になれる。隠れ蓑と呼ばれているが、見た目はマントに近い。
がま口ポケット
声 - 松重慎（2020年版）
大魔王が肩から掛けている。ここから魔法に使うアイテムを出していた。2020年版では目と口（口はズバリがま口）と腕が描写され、自らの意志で行動し、アクビやカン太郎と会話できる個性を持つようになっている。
おたま
シャックリが魔法を掛ける為に使う道具。
古ベッド
屋根裏部屋にある古いベッド。壺の外に呼び出された大魔王が休息をとる時に使っている。
コショウ/コヨリ
大魔王を呼び出したい時にくしゃみをするために、カンちゃんが持ち歩く物だが、大魔王が最初から登場している場合があるので毎回、使うわけではない。
背中掻き機
算数の宿題などで数字を見ると蕁麻疹が出る大魔王を見かねて、カンちゃんが自作し、大魔王にプレゼントした。シートに座り、ペダルを漕ぎながら前方にあるレバーを引いて背中を掻く仕組み。
最終回で金田くんからもプレゼントされたが、大魔王がそちらを使う機会は無かった。

## 掛け声・呪文
大魔王やアクビが壺から飛び出して来た時の掛け声
「呼ばれて飛び出て ジャジャジャジャーン」（大魔王）
「出まして来まして アクビちゃーん」（アクビ）
「ププっと出ちゃってプゥータでし」（プゥータ）
大魔王は時折、言い回しが異なることがあるが、アクビに関してはこの他に「かわいこちゃんのアクビちゃんですよ！」「ミス魔法ナンバー1のアクビちゃんのおでましよ！」など色々バリエーションがある（2020年版は「出まして来ましてアクビです!」）。プゥータは赤ちゃんの言葉しか喋られなくなるので、周囲には「プゥー」と言っているようにしか聞こえていない。
壺の中へ戻る際の決めゼリフ
「ハイチャラバーイ」（大魔王）
「プゥー」（プゥータ）
アクビには特に決め台詞は無いが「イヤーン！」と言って、壺の中に戻ることが多い。大魔王が淀川長治の決めフレーズ「さよなら、さよなら、さよなら」を、手振りを交えて言ったこともある。頻繁に壺の中と外の世界を行き来すると疲れて、壺の中に帰れなくなってしまう。
呪文
「アラビンドビン ハゲチャビン」（大魔王）
両腕を大きく回しながら唱える。ハゲチャビンの部分はその時々によって、多少変える場合がある。マジックハンドを使うようになってからは、先端の手のモチーフを「の」の字を書くように回して、呪文を唱える。
回によって連続して魔法を掛けるなど頻度が高くなった場合、途中から異なる言い回し（「ホケチョラビンチョ」「ホゲチョラビンチョラ」など）になることがある。
「アラピンカラピン スカピーン」（アクビ）
タンバリンを叩きながら唱える。呪文は何も言わなかったり、スカピーンが「スカンピーン」になったり「ハーイ！」「それー！」と大幅に簡略化することもある。2020年版では魔法のステッキを振りながら唱え、発音の切れ目が「アラピン カラピン スカンピーン」に変わっており、「スカンピーン」の言い方が標準になっている。
「アラプンスカプン プリプリプーン」（プゥータ）
おしりを振りながら唱えるが、人間の世界では赤ちゃんの言葉しか喋れなくなることから、周りの人たちには「プゥー」としか聞こえていない。瞳を輝かせ笑顔で唱えると、呪文を掛けられた人はプゥータの愛くるしさにメロメロになってしまう。しかし同じ年頃の赤ちゃんや接客用ロボットにはこの呪文は効かなかった。
その他
「ダメなのねー ダメなのよー」（大魔王）
大魔王が嫌いな算数や数字などを見た時に言う。元ネタは漫才師ストレートコンビの橋達也のギャグ。
「あのね、みなしゃん わしゃ かなわんよ」（大魔王）
第18話まで、話のラストに大魔王が言う。元ネタは戦前の喜劇俳優の高勢実乗のギャグ「あのね、おっさん わしゃ かなわんよ」で、当初はこれと同じだったが、第5話のBパート「ゲジゴン番長の話」より「おっさん」が「みなしゃん」に代わったが時折、「おっさん」になる時がある。
大半は大魔王が言うが、第15話のAパート「プレゼント大作戦の話」ではカンちゃんが「あのね、みなしゃん」と言おうとすると、大魔王が「おっと、それは私が言うんですよ」と止めてから、大魔王が改めて言った。
第16話のBパート「いたずら大作戦の話」ではハンバーグ漬けにうんざりした、カンちゃんが「わしゃ、かなわんよ!」と言った。
「なんとかしてくださーい!」（大魔王）
話のラストに大魔王が言うセリフの一つ。
「えんやとっと」（大魔王）
掛け声とは少々趣が違うが、大魔王は時間と労力の掛かる作業を続ける時に、時にぼやきなどを交えながら「えんやとっと」を連呼する。
「スカンタコメラ ホゲチョメラ」（大魔王）
大魔王が痛い目を見た時のオチに「スカンタコメラ ホゲチョメラ」などと言う場合があった。前述の「あのね、みなしゃん わしゃ かなわんよ」や「なんとかしてくださーい!」に取って代わるラストのセリフとして、主に後期に頻出するようになる。
「それからどうした」（それからおじさん）
第27話 以降、場面転換時にそれからおじさんが「チャララン」のジングルの後に言う。「それからそれから」や「それからどったの」のバリエーションもある。言った直後に大魔王やカンちゃんなどが「『それからどうした』って…」と反論するシーンがある。
話のラストはアイキャッチとして、「それからそれから… 何? コマーシャルどうぞ」と言ってCMへ行くが、最終回はCM前のアイキャッチが挿入されなかった。
背景は、それからおじさんがその回の話に関係のあるような動作をしている。
2020年版にも登場しており、「それからそれから?止まりなさーい!」「それからファミレス?」のように台詞が頻繁に変化している。

## ハクション大魔王（第1作）（1969年）

### 解説
ハクション大魔王（第1作）は1969年10月5日から1970年9月27日まで、フジテレビ系で全52回放送されたタイムボカンシリーズと並んでタツノコプロを代表するギャグアニメ。
懐かしいテレビアニメを扱う番組では最終回が感動的だとして取り上げられることもある。放送終了後も何度か再放送され、キャラクターグッズやテレビCMなどのイメージキャラクターになり、番組を離れて独立したキャラクターとして現在でも息の長い人気を誇っている。平均視聴率は13.5%、最高視聴率は第23話の19.1%（タツノコプロが所有する資料による）。
漫画化されて、タツノコプロによる漫画版が『たのしい幼稚園』、『週刊ぼくらマガジン』で連載された（当初はオープニングにクレジットされていなかったが、オープニングが変更されてからクレジットが入った）。「吉田竜夫とタツノコプロ」と内山まもる、案・天馬正人と絵・内山まもる、案・天馬正人と絵・太田じろうにより作成された。なお漫画版は、現在「マンガ図書館Z」から電子書籍全1巻として無料配信されている。

### 概要
フジテレビの日曜18:00 - 18:30枠のアニメ枠の元祖といえる作品（同枠での前番組はアメリカアニメの『スーパープレジデント』である）。本作品の放映開始から1983年3月まで13年半もの長期間にわたり、この時間帯はタツノコプロ制作のアニメが独占した。同時期には東映動画の『魔法使いサリー』『ひみつのアッコちゃん』が人気だったことから、ギャグの魔法ものをということで企画が持ち上がり、総監督の笹川ひろしがくしゃみをした人物にヒントを得て、『アラビアンナイト』に登場する『アラジンと魔法のランプ』をベースにアイデアをまとめた。
お人好しで憎めない主人公のハクション大魔王の声を演じた大平透は、『おらぁグズラだど』でギャグの才能を買っていた笹川の推薦により配役したもの。大平は本作品終了後もフジテレビ日曜18:00アニメ枠に放映された全てのタツノコアニメにレギュラー出演し、スピンオフ作品でもハクション大魔王役で出演している。
作中では当時のイベントや流行の大阪万博や野球拳、海外旅行、宇宙飛行、サラリーマンの悲哀など、時事を扱った内容も多く盛り込まれている。最終回で魔王たちは「100年の眠り」につくこととなった。ただし1999年12月31日にTBS系列で放送された特番『超える!テレビ』内の『世紀末伝説ワンダフルタツノコランド』において、ドロンボー一味（『ヤッターマン』）がタイムマシンで未来から“魔法の壷”を商売目的で持ち帰っている。
1998年に、ビジュアルサイエンス研究所でタツノコプロOBである澤井幸次が監督した3DのフルCGアニメ「ハクション大魔王“史上最大魔王の戦い…?の話」が制作。アクビを主人公にしたスピンオフ作品も2回制作されており、2002年にはキッズステーションと毎日放送にて『よばれてとびでて!アクビちゃん』、2006年には独立UHF局とキッズステーションにてショートアニメ『アクビガール』がそれぞれ放映された。2006年7月には「タツノコ ファミリーミュージカル」と称してミュージカル『帰ってきた! ハクション大魔王』も公演された。2008年1月14日から放送されたリメイク版『ヤッターマン』においてもたびたびゲスト出演している。2009年に「マンガショップシリーズ290 ハクション大魔王（完全版）」として漫画単行本が発売された。1969年に講談社のぼくらマガジンで連載された内容が収録されている。
2012年12月31日にテレビ朝日系列で放送された年越し特番『お願い!ランキング』年またぎSP（21:00 - 2013年1月1日1:30）では、前述のドロンボー一味を始め、『アルプスの少女ハイジ』のハイジ、『北斗の拳』のケンシロウ、『機動戦士ガンダム』のアムロ・レイらと共に、懐かしアニメキャラクターの一人として登場。「サッカーロンドンオリンピック最終予選『シリア×日本』」（2012年2月5日）のシーンで日本が負けた時には、「オロロン、オロロン…」と、泣き声を披露した。
『WONDERFUL GENIE FAMILY』というタイトルでアメリカでも放映された。

### スタッフ
末尾の◎印は、DVDソフトのオープニング映像のクレジットに表示。
- 音楽 - 若月明人◎、市川昭介◎[注 29]
- 原作・制作 - 吉田竜夫◎
- 企画 - 鳥海尽三◎
- 総監督 - 笹川ひろし◎
- 音響効果 - イシダ・サウンドプロ
- 録音スタジオ - 読広スタジオ
- 録音 - 棚岡元、石川武人
- 録音プロデューサー - 本田保則
- 録音ディレクター - 水本完
- 音響制作 - オムニバス・プロ[注 30]
- プロデューサー - 吉田健二
- 制作担当 - 永井昌嗣
- 撮影 - 池田仁男
- 編集 - 中溝哲生
- 現像 - 東洋現像所
- 作画 - 山本繁、二宮常雄、白川忠志、須田正己、西城隆詞、水村十司、高橋資祐 他
- 美術設定 - 古原一輪
- 美術監督 - 中村光毅
- 制作 - タツノコプロ◎[注 31]

### 主題歌
「ハクション大魔王の歌」（コロムビア・レコード）
作詞 - 丘灯至夫 / 作曲 - 市川昭介 / 歌 - 嶋崎由理 / コーラス - 堀江美都子、山尾百合子、大江由貴子
オープニングでは歌唱者は嶋崎のみ表記。
「アクビ娘の歌」（コロムビア・レコード）
作詞 - 丘灯至夫 / 作曲 - 和田香苗 / 編曲 - 和田香苗 / 歌 - 堀江美都子
1988年に小泉今日子がアルバム「ナツメロ」でカバーしている。
オープニングでは歌唱者は堀江のみ表記。名前の横に（12才・横浜市）と括弧付き表記がされた。
1969年（昭和44年）放送分の第1回から第13回までは「ハクション大魔王の歌」がオープニングテーマで「アクビ娘」がエンディングテーマ。1970年（昭和45年）放送分の第14回以降は「アクビ娘」がオープニングテーマで「ハクション大魔王の歌」がエンディングテーマとなる。共に入替の際に若干の映像の変更がなされた。オープニングでのタイトルは、大魔王編は最初のくしゃみのあとに、アクビ編は1番と2番の間に出された。歌詞の多くの漢字にはルビが振ってある。
DVD化作品では「ハクション大魔王の歌」のオープニング映像は、ノンクレジット映像に1番の歌詞とスタッフ表記がスーパーインポーズ形式で表示され、曲終了後の無音部分が少し長めに取ってある。末尾にカラー放送のマークも表示されていた。ただし、これらの表示には制作局の「フジテレビ」がないなど本放送時のフィルム焼込のクレジットとは異なっている。「アクビ娘」のオープニング映像では冒頭に曲紹介があり、スタッフ、歌詞ともフィルム焼込となっている。「カラー」表示はない。
エンディング映像は前期・後期ともノンクレジット映像である。本放送時のエンディング映像では歌詞、声の出演やスタッフのクレジットがフィルム焼込で表示されていた。
オープニング、エンディング映像は放送局により途中でカット（または編集）することもあった。また、局によってはノンクレジット映像にテロップで主題歌の歌詞を表示した例もあった。
2020ではBGMとして使用されている。

### 各話リスト
サブタイトルは「○○の話」で統一されているが、稀に「の話」の「の」が無いのもある。なおサブタイトルが「の話」で締めるのは、本作および『2020』が唯一。
| 回数 | 放送日         | サブタイトル（上段：Aパート、下段：Bパート） | 脚本     | 演出       | 備考                                                        |
| ---- | -------------- | -------------------------------------------- | -------- | ---------- | ----------------------------------------------------------- |
| 1    | 1969年 10月5日 | 出ました大魔王の話                           | 陣野修   | 笹川ひろし |                                                             |
| 1    | 1969年 10月5日 | モーレツブル公の話                           | 山崎晴哉 | 笹川ひろし |                                                             |
| 2    | 10月12日       | 算数はかなわんよの話                         | 陣野修   | 笹川ひろし |                                                             |
| 2    | 10月12日       | ご主人は大ドロボーの話                       | 山崎晴哉 | 笹川ひろし |                                                             |
| 3    | 10月19日       | ニャンともヒゲエ話                           | 滝三郎   | 原征太郎   |                                                             |
| 3    | 10月19日       | お手伝いさんは泣けてくるの話                 | 山崎晴哉 | 原征太郎   |                                                             |
| 4    | 10月26日       | 天才は泣けてくるの話                         | 滝三郎   | 西牧秀夫   | 再放送の際に欠番となった事例がある （後述「再放送」に詳細） |
| 4    | 10月26日       | ハクションくずやの話                         | 伊東恒久 | 西牧秀夫   | 再放送の際に欠番となった事例がある （後述「再放送」に詳細） |
| 5    | 11月2日        | ズッコケ手品師の話                           | 山崎晴哉 | 西牧秀夫   |                                                             |
| 5    | 11月2日        | ゲジゴン番長の話                             | 川内勉   | 原征太郎   |                                                             |
| 6    | 11月9日        | カンちゃんモテモテない話                     | 山崎晴哉 | 西牧秀夫   |                                                             |
| 6    | 11月9日        | オモチャ大魔王の話                           | 山崎晴哉 | 西牧秀夫   |                                                             |
| 7    | 11月16日       | 大魔王は二人でごじゃるの話                   | 西牧秀夫 | 西牧秀夫   |                                                             |
| 7    | 11月16日       | ハクション大作戦の話                         | 山崎晴哉 | 原征太郎   |                                                             |
| 8    | 11月23日       | 番長大戦争の話                               | 陣野修   | 西牧秀夫   |                                                             |
| 8    | 11月23日       | モーレツ大魔王の話                           | 陣野修   | 原征太郎   |                                                             |
| 9    | 11月30日       | ハ・ハ・ハンと泣けてくる話                   | 野田恵   | 西牧秀夫   |                                                             |
| 9    | 11月30日       | パパごのみの壺の話                           | 山崎晴哉 | 西牧秀夫   |                                                             |
| 10   | 12月7日        | ブル公は大病の話                             | 陣野修   | 原征太郎   |                                                             |
| 10   | 12月7日        | ご主人はカワイ子ちゃんの話                   | 陣野修   | 西牧秀夫   |                                                             |
| 11   | 12月14日       | 魚つりはかなわんよの話                       | 川内勉   | 西牧秀夫   |                                                             |
| 11   | 12月14日       | 迷い子ペスやーいの話                         | 野田恵   | 原征太郎   |                                                             |
| 12   | 12月21日       | ハクション剣士の話                           | 山崎晴哉 | 案納正美   |                                                             |
| 12   | 12月21日       | とめてくれるなご主人さまの話                 | 陣野修   | 原征太郎   |                                                             |
| 13   | 12月28日       | ご主人さまは30人の話                         | 山崎晴哉 | 原征太郎   | 再放送の際に欠番となった事例がある （後述「再放送」に詳細） |
| 13   | 12月28日       | 大モテジャングル王様の話                     | 山崎晴哉 | 原征太郎   | 再放送の際に欠番となった事例がある （後述「再放送」に詳細） |
| 14   | 1970年 1月4日  | モーレツババアの話                           | 滝三郎   | 案納正美   | オープニング⇔エンディング入れ替え                           |
| 14   | 1970年 1月4日  | かっとばせダイマオーズの話                   | 山崎晴哉 | 原征太郎   | オープニング⇔エンディング入れ替え                           |
| 15   | 1月11日        | プレゼント大合戦の話                         | 陣野修   | 案納正美   |                                                             |
| 15   | 1月11日        | みんなひっこめツボの中の話                   | 陣野修   | 原征太郎   |                                                             |
| 16   | 1月18日        | テストはケンカの始まりの話                   | 伊東恒久 | 西牧秀夫   |                                                             |
| 16   | 1月18日        | いたずら大作戦の話                           | 滝三郎   | 原征太郎   |                                                             |
| 17   | 1月25日        | アクビアツアツの話                           | 山崎晴哉 | 西牧秀夫   |                                                             |
| 17   | 1月25日        | アラビン子守歌の話                           | 野田恵   | 笹川ひろし |                                                             |
| 18   | 2月1日         | 大もてクイズ旅行の話                         | 伊東恒久 | 案納正美   |                                                             |
| 18   | 2月1日         | ハッケヨイ大魔王の話                         | 滝三郎   | 案納正美   |                                                             |
| 19   | 2月8日         | 魔法の国よこんにちわの話                     | 陣野修   | 西牧秀夫   |                                                             |
| 19   | 2月8日         | 算数怪獣さようならの話                       | 陣野修   | 原征太郎   |                                                             |
| 20   | 2月15日        | ジュータンヒコーキの話                       | 山崎晴哉 | 笹川ひろし |                                                             |
| 20   | 2月15日        | ごめんね仔ブタちゃんの話                     | 山崎晴哉 | 案納正美   |                                                             |
| 21   | 2月22日        | アクビシンデレラの話                         | 山崎晴哉 | 西牧秀夫   |                                                             |
| 21   | 2月22日        | パパさんしごくでごじゃるの話                 | 陣野修   | 西牧秀夫   |                                                             |
| 22   | 3月1日         | ハンバーグ大安売りの話                       | 平谷寿敏 | 原征太郎   |                                                             |
| 22   | 3月1日         | ハクションサーカスの話                       | 鈴木良武 | 原征太郎   |                                                             |
| 23   | 3月8日         | ハクション一座の話                           | 平谷寿敏 | 案納正美   |                                                             |
| 23   | 3月8日         | ハクションガードマンの話                     | 陣野修   | 西牧秀夫   |                                                             |
| 24   | 3月15日        | ワンワンコンテストの話                       | 陣野修   | 案納正美   |                                                             |
| 24   | 3月15日        | 月征服かなわんよの話                         | 由起圭   | 笹川ひろし |                                                             |
| 25   | 3月22日        | テレビスターでごじゃるよの話                 | 由起圭   | 原征太郎   |                                                             |
| 25   | 3月22日        | プロレスラーでごじゃるよの話                 | 平谷寿敏 | 西牧秀夫   |                                                             |
| 26   | 3月29日        | ブル公追い出し作戦の話                       | 野田恵   | 笹川ひろし |                                                             |
| 26   | 3月29日        | アクビモーレツ作戦の話                       | 陣野修   | 笹川ひろし |                                                             |
| 27   | 4月5日         | マジックハンドの話                           | 陣野修   | 笹川ひろし | サブタイトルデザイン変更 それからおじさん初登場             |
| 27   | 4月5日         | 壺はだれのものの話                           | 平谷寿敏 | 笹川ひろし | サブタイトルデザイン変更 それからおじさん初登場             |
| 28   | 4月12日        | アクビはカガミに弱いの話                     | 陣野修   | 高橋資祐   |                                                             |
| 28   | 4月12日        | ブル公の結婚式の話                           | 滝三郎   | 案納正美   |                                                             |
| 29   | 4月19日        | ヤセ馬がんばれの話                           | 村林信一 | 高橋資祐   |                                                             |
| 29   | 4月19日        | アクビはだれの子の話                         | 伊東恒久 | 案納正美   |                                                             |
| 30   | 4月26日        | ブル公コテンパンの話                         | 山崎晴哉 | 笹川ひろし |                                                             |
| 30   | 4月26日        | ブルブル空中戦の話                           | 平谷寿敏 | 高橋資祐   |                                                             |
| 31   | 5月3日         | 雪男は文明人の話                             | 由起圭   | 笹川ひろし |                                                             |
| 31   | 5月3日         | おばけ屋敷の3悪人の話                        | 伊東恒久 | 案納正美   |                                                             |
| 32   | 5月10日        | カンちゃんサンマとフグ魔王の話               | 平谷寿敏 | 高橋資祐   |                                                             |
| 32   | 5月10日        | 追い出せガリベン先生の話                     | 村林信一 | 笹川ひろし |                                                             |
| 33   | 5月17日        | 弱虫仮面売りますの話                         | 伊東恒久 | 案納正美   |                                                             |
| 33   | 5月17日        | 大魔王はコケッコーの話                       | 山崎晴哉 | 笹川ひろし |                                                             |
| 34   | 5月24日        | アラビン号南極へ行くの話                     | 平谷寿敏 | 笹川ひろし |                                                             |
| 34   | 5月24日        | メタメタ魔法テストの話                       | 滝三郎   | 笹川ひろし |                                                             |
| 35   | 5月31日        | 西部のガンマンでごじゃるの話                 | 城山昇   | 高橋資祐   |                                                             |
| 35   | 5月31日        | ひみつ好きな王子さまの話                     | 伊東恒久 | 案納正美   |                                                             |
| 36   | 6月7日         | ブルも歩けば宝にあたるの話                   | 城山昇   | 案納正美   |                                                             |
| 36   | 6月7日         | ロボット大魔王の話                           | 吉田喜昭 | 高橋資祐   |                                                             |
| 37   | 6月14日        | ランプ大魔人アーラーの話                     | 平谷寿敏 | 案納正美   |                                                             |
| 37   | 6月14日        | ハクションカメラ作戦の話                     | 吉田喜昭 | 高橋資祐   |                                                             |
| 38   | 6月21日        | 魔法対忍法の話                               | 伊東恒久 | 案納正美   |                                                             |
| 38   | 6月21日        | ブル公が一番恐いものの話                     | 桜井京介 | 笹川ひろし |                                                             |
| 39   | 6月28日        | ブクブクカナヅチ作戦の話                     | 城山昇   | 笹川ひろし |                                                             |
| 39   | 6月28日        | 大海賊でごじゃるよの話                       | 桜井京介 | 案納正美   |                                                             |
| 40   | 7月5日         | 大魔王は大先生の話                           | 吉田喜昭 | 高橋資祐   |                                                             |
| 40   | 7月5日         | 空とぶローラースケートの話                   | 伊東紀子 | 案納正美   |                                                             |
| 41   | 7月12日        | 尻尾の生えたカンちゃんの話                   | 桜井京介 | 高橋資祐   |                                                             |
| 41   | 7月12日        | アカムラサキブルーアゲハの話                 | 山崎晴哉 | 案納正美   |                                                             |
| 42   | 7月19日        | アクビ女王陛下の話                           | 吉田喜昭 | 高橋資祐   |                                                             |
| 42   | 7月19日        | 明日（あした）新聞の話                       | 滝三郎   | 笹川ひろし |                                                             |
| 43   | 7月26日        | 魔法ファッションショーの話                   | 伊東恒久 | 高橋資祐   |                                                             |
| 43   | 7月26日        | モーれつ闘牛士でごじゃるの話                 | 伊東紀子 | 笹川ひろし |                                                             |
| 44   | 8月2日         | ためろや貯めろの話                           | 伊東紀子 | 案納正美   |                                                             |
| 44   | 8月2日         | 魔法の壺をとり返せの話                       | 山崎晴哉 | 案納正美   |                                                             |
| 45   | 8月9日         | 世界の皆さん今日わの話                       | 平谷寿敏 | 笹川ひろし |                                                             |
| 45   | 8月9日         | ハクション魔法パビリオンの話                 | 平谷寿敏 | 笹川ひろし |                                                             |
| 46   | 8月16日        | 魔王の花よめさんやーいの話                   | 滝三郎   | 高橋資祐   |                                                             |
| 46   | 8月16日        | 正直魔王と忠犬ブル公の話                     | 平田稔   | 高橋資祐   |                                                             |
| 47   | 8月23日        | ま夏の空に雪が降るの話                       | 平谷寿敏 | 笹川ひろし |                                                             |
| 47   | 8月23日        | 魔女マヌーバの話                             | 伊東恒久 | 笹川ひろし |                                                             |
| 48   | 8月30日        | ハッピー・バースディーアクビちゃんの話       | 伊東紀子 | 高橋唯貴雄 |                                                             |
| 48   | 8月30日        | 魔法のメガネでごじゃるの話                   | 桜井京介 | 案納正美   |                                                             |
| 49   | 9月6日         | ゲップ小魔王の話                             | 滝三郎   | 高橋資祐   |                                                             |
| 49   | 9月6日         | すきすき赤ちゃんの話                         | 滝三郎   | 案納正美   |                                                             |
| 50   | 9月13日        | コオロギかんちゃんの話                       | 平谷寿敏 | 案納正美   |                                                             |
| 50   | 9月13日        | モシモシ…ご主人の話                          | 桜井京介 | 高橋資祐   |                                                             |
| 51   | 9月20日        | アベコベ親子の話                             | 桜井京介 | 案納正美   |                                                             |
| 51   | 9月20日        | となりの人はダーレ ? ! の話                  | 平田稔   | 高橋資祐   |                                                             |
| 52   | 9月27日        | 魔王は町のナンバー1（ワン）の話              | 桜井京介 | 高橋唯貴雄 |                                                             |
| 52   | 9月27日        | さよなら大魔王の話                           | 桜井京介 | 高橋資祐   |                                                             |

サブタイトル デザインの変遷は次の通り。
- 第26話までは絨毯をバックに壺の煙からサブタイトルが出て【「サブタイトル」：大魔王】に続き【「の話。ハックション！」：カンちゃん】と言うもの。
- 第27話以降は上にサブタイトル、下に「それからおじさん」のブルーバックで【「サブタイトル」：大魔王】に続き【「の話。」：カンちゃん】と短くなり、最後に【「ヘックション！っと、おおーぉ」（それからおじさん）】と言うものとなった。
- 例外として、第4話のAパート「天才は泣けてくるの話」は【「天才は泣けてくる」：カンちゃん】【「の話」：大魔王】【「ハックション！」：カンちゃん】とラストのくしゃみ以外通常と逆。また、第46話のBパート「正直魔王と忠犬ブル公の話」では「忠犬ブル公」部をブル公本人が言った。

### 放送局
系列は放送当時の系列。太字の放送局は、ytv製作の「2020」も放送する局。また、細字の地域名は2020年から現在も地上波で「2020」を放送していない地域。
| 放送対象地域 | 放送局         | 放送系列                                    | 放送時間                                                                              | 備考                                     |
| ------------ | -------------- | ------------------------------------------- | ------------------------------------------------------------------------------------- | ---------------------------------------- |
| 関東広域圏   | フジテレビ     | フジテレビ系列                              | 日曜 18:00 - 18:30                                                                    | 制作局                                   |
| 北海道       | 札幌テレビ     | 日本テレビ系列 フジテレビ系列               | 日曜 8:30 - 9:00                                                                      |                                          |
| 青森県       | 青森放送       | 日本テレビ系列                              |                                                                                       |                                          |
| 岩手県       | 岩手放送       | TBS系列                                     | 月曜 17:00 - 17:30                                                                    | 現・IBC岩手放送                          |
| 秋田県       | 秋田テレビ     | フジテレビ系列                              | 日曜 18:00 - 18:30                                                                    |                                          |
| 山形県       | 山形テレビ     | フジテレビ系列                              | 日曜 18:00 - 18:30                                                                    | 1970年4月開局から                        |
| 宮城県       | 仙台放送       | フジテレビ系列                              | 土曜 17:30 - 18:00                                                                    |                                          |
| 福島県       | 福島中央テレビ | 日本テレビ系列 NETテレビ系列                | 月曜 - 金曜 16:30 - 17:00（1975年9月） 月曜 - 木曜 16:00 - 16:30（1975年9月29日から） | 1975年に放送                             |
| 新潟県       | 新潟総合テレビ | フジテレビ系列 日本テレビ系列 NETテレビ系列 |                                                                                       | 現・NST新潟総合テレビ                    |
| 長野県       | 長野放送       | フジテレビ系列                              | 日曜 18:00 - 18:30                                                                    |                                          |
| 山梨県       | 山梨放送       | 日本テレビ系列                              |                                                                                       |                                          |
| 静岡県       | テレビ静岡     | フジテレビ系列                              | 日曜 18:00 - 18:30                                                                    |                                          |
| 富山県       | 富山テレビ     | フジテレビ系列                              | 日曜 18:00 - 18:30                                                                    |                                          |
| 石川県       | 石川テレビ     | フジテレビ系列                              | 日曜 18:00 - 18:30                                                                    |                                          |
| 福井県       | 福井テレビ     | フジテレビ系列                              | 日曜 18:00 - 18:30                                                                    |                                          |
| 東海広域圏   | 東海テレビ     | フジテレビ系列                              | 日曜 18:00 - 18:30                                                                    |                                          |
| 近畿広域圏   | 関西テレビ     | フジテレビ系列                              | 日曜 18:00 - 18:30                                                                    |                                          |
| 島根県       | テレビしまね   | フジテレビ系列                              | 日曜 18:00 - 18:30                                                                    | 1970年4月開局から                        |
| 岡山県       | テレビ岡山     | フジテレビ系列 NETテレビ系列                |                                                                                       |                                          |
| 広島県       | 広島テレビ     | フジテレビ系列 日本テレビ系列               | 金曜 18:00 - 18:30                                                                    |                                          |
| 山口県       | 山口放送       | 日本テレビ系列                              |                                                                                       |                                          |
| 徳島県       | 四国放送       | 日本テレビ系列                              |                                                                                       |                                          |
| 香川県       | 西日本放送     | 日本テレビ系列                              |                                                                                       |                                          |
| 愛媛県       | テレビ愛媛     | フジテレビ系列                              | 日曜 18:00 - 18:30                                                                    | 1969年12月開局から                       |
| 高知県       | 高知放送       | 日本テレビ系列                              |                                                                                       |                                          |
| 福岡県       | テレビ西日本   | フジテレビ系列                              | 日曜 18:00 - 18:30                                                                    |                                          |
| 佐賀県       | サガテレビ     | フジテレビ系列                              | 日曜 18:00 - 18:30                                                                    |                                          |
| 長崎県       | テレビ長崎     | フジテレビ系列 日本テレビ系列               |                                                                                       |                                          |
| 熊本県       | テレビ熊本     | フジテレビ系列 日本テレビ系列 NETテレビ系列 |                                                                                       |                                          |
| 大分県       | 大分放送       | TBS系列                                     |                                                                                       |                                          |
| 宮崎県       | テレビ宮崎     | フジテレビ系列 日本テレビ系列 NETテレビ系列 | 金曜 18:00 - 18:30                                                                    | 1970年4月開局から                        |
| 鹿児島県     | 鹿児島テレビ   | フジテレビ系列 日本テレビ系列 NETテレビ系列 |                                                                                       |                                          |
| 琉球政府     | 沖縄テレビ     | フジテレビ系列                              |                                                                                       | 放送当時はアメリカ合衆国の統治下だった。 |

### 再放送
本放送終了後、昭和40年代後半から昭和60年代にかけて各地の多くの放送局にて再放送が行われていたが、近年でも以下の局で再放送が行われている。
- 北海道では、テレビ東京系列のテレビ北海道（TVh）の「おはようまんが」枠で月 - 金曜の8:00から“再放送”扱いで放送されていた。その後同枠は2015年4月に廃枠されたが、2016年8月12日から同年11月9日までは、同局の「7チャンあにめ」枠でも火 - 金曜の17:25に再放送された。
- 福岡地方では、テレビ朝日系列の九州朝日放送で土曜10:00から放送されていたが再放送扱いではなかった、ステーションブレイクのときなどには予告も放送していた（2002年ごろ）。
- TOKYO MXでは2007年より何度か再放送されている。いずれの放映も第13回（Bパートは大魔王とカンちゃんがアフリカで酋長と出会う話）はカットされた[注 32]。
  - 2007年10月1日 - 12月10日に平日8:30から放送された。なお、このときは放映順が一部変更されていた。
  - 2008年1月21日 - 3月27日に月 - 木曜15:30、続いて3月31日 - 4月25日に月 - 金曜16:30、飛んで5月9日金曜15:30より再放送を実施した。
  - 2008年10月1日 - 12月19日に平日16:30から再放送された。
  - 2009年10月30日 - 2010年10月29日に毎週金曜18:30から再放送された。
  - 2012年8月21日に「タツノコ名作アニメ総選挙」の一環として第1回のみ18:30から再放送された。
  - 2017年7月3日 - 10月17日にTOKYO MX2にて平日16:00から再放送された。なお、7月6日放送分の第4話Bパートは後述のテレビ大阪2016年放送版と同じ放送順になる形で第13話Aパートに、さらに前述の通り同月31日放送分の第13話Aパートが第4話Bパートに差し替えられている（この放送分のみテレビ大阪版との差異となる）。また、前述の青緞帳注意書き画面も本編開始直前に挿入されるようになる。
  - 2022年11月7日にタツノコタイムズの第6回として第1話のみ放送された。
  - 2024年7月7日 - 2025年7月6日にTOKYO MX1にて毎週日曜10:30から再放送された。なお、2024年8月4日放送分の第4話Bパートは後述のテレビ大阪2016年放送版と同じ放送順になる形で第13話Aパートに、さらに前述の通り2025年6月29日放送分の第13話Aパートが第4話Bパートに差し替えられている（この放送分のみテレビ大阪版との差異となる）。また、前述の青緞帳注意書き画面も本編開始直前に挿入されるようになる。2024年9月29日放送分の第12話を放送後、2024年10月6日から2025年6月22日まで第14話から第51話、6月29日に13話、7月6日52話が放送された。
- 群馬テレビでは毎週火曜19:00から再放送中[いつ?]。
- とちぎテレビにて2008年6月2日の19:30より放送開始。こちらは第13回の双方が放送された。関東ではネプリーグの裏であり、これはU字工事がたびたびネタにしている。なお同年10月からは、同じタツノコ作品『ヤッターマン（第2作）』の裏ともなった。
- チバテレビでは毎週土曜17:30から再放送していたが、後に毎週日曜12:00からに変更され、2009年9月27日放送終了。
- サンテレビでは月 - 木曜7:30から再放送された（2009年3月11日 - 6月9日。第13回は未放送）。
  - 2023年4月3日からは月 - 金曜17:00から、1話完結の15分枠にて放送され、9月25日放送終了。
- 静岡地方、テレビ静岡では毎週水曜の深夜枠にて2010年8月より再放送されたが第31回で終了。
- 関西テレビでは2011年8月17日（深夜8月16日）に関西テレビのウェブサイトで見事に第1位に選ばれ、最終話（2012年8月7日）まで再放送された。第4回・第13回は未放送。
- 2011年4月2日から2012年3月3日まで、土曜日の朝7時にテレビ愛知で再放送した。
- 1992年11月ころには、ドイツ国内でも『Bob, der Flaschengeist』のタイトルで、RTLテレビジョンで放送されていた（ドイツ語吹き替え）。
- KBS京都では2012年8月28日から毎週月 - 金曜7:30からアニメでおはよっ!にて最終話（2012年11月5日）まで再放送された。第4回・第13回は未放送。
- カートゥーン ネットワークではHDリマスター版（ハイビジョン放送チャンネルのみHD放送）が現在放送されている。いずれも第13回は未放送。
  - 2012年7月2日から2012年8月3日まで第1回から第26回まで放送された。第26回放送後、2012年8月6日から2012年12月14日まで第1回から繰り返し放送していた。
  - 2012年12月17日から2013年2月27日まで第1回から最終回（第52回）まで放送された。最終回放送後、2013年2月28日から2014年7月15日まで、第1回から繰り返し放送していた。
- テレビ大阪では2016年10月10日より月 - 木曜17:37からHDリマスター版で放送されている。1話完結のため、18分枠で放送されるがエンディングは都合上省かれた。10月19日は欠番であった第4回のAパート「天才は泣けてくるの話」を放送。20日はEPGでは第4回のBパート「ハクションくずやの話」となっていたが、実際には欠番である第13回のAパート「ご主人さまは30人の話」が放送された。第4回・第13回それぞれのBパートは未放送のままとなっている。
- テレ玉では2019年12月10日から2020年5月12日まで月 - 金曜の18:45から1話完結の15分枠で放送された。なお、オープニングは一貫して「ハクション大魔王の歌」で統一されており、またエンディングはカットされ代わりに「ハクション大魔王の歌」のラストカットの静止画と共に本作のロゴと「おわり」のテロップが記されたエンドカードに差し替えられている。全102話だった。
- 岐阜放送では2022年4月7日から2023年3月30日まで毎週木曜19:00から再放送された。第13回は未放送。
- BS12 トゥエルビでは2024年1月13日から毎週土曜02:00から傑作選としてアニメ26（アニロク）枠で再放送。初回はオリジナル第1話。
- キッズステーションでは2024年5月3日から平日は2話ずつ放送。また5月18日から土曜日深夜に13話ずつの一挙放送をしている。

### DVD
DVD-BOXが東芝エンタテインメントより2005年2月25日に発売された（生産終了）。
メディアファクトリーより、8回16話分のセレクションDVDも発売されていたことがある。

## ハクション大魔王2020（2020年）

### 解説
『ハクション大魔王2020』（ハクションだいまおうニーゼロニーゼロ）は、2020年4月11日から9月26日まで土曜17時30分枠にて読売テレビ製作・日本テレビ系列で放送されたアニメーション作品。内容は前作の50年後を描いたもの。タツノコプロと共同でアニメーション制作を担当する日本アニメーションにとっては『ボスコアドベンチャー』（1986年 - 1987年）以来33年ぶりとなる読売テレビ・日本テレビ系列の新作アニメである。
オープニングには、1969年版が放送された50年前当時から2020年版の現在の文化・世相の違い、変遷を解説する1分前後のアバンタイトルが設けられており、アバンタイトルが終わるとオープニング曲のパートが始まる構成となっている（第1話、第15話、第19話、最終話を除く）。
本編では、カン太郎の将来なりたい職業を見つけることがアクビの修行の目的となっているため、第4話以降はカン太郎や彼の周辺の人物が様々な職業を体験することが毎回のストーリーの骨子となっている。前述の通り主人公はアクビであり、大魔王が本編に登場しないエピソードもある。
また、同じく69年版の続編として制作されたスピンオフ作品である『よばれてとびでて!アクビちゃん』とは世界観は繋がっていない。
データ放送では本編中に登場するソレカラおじさんを見つけて青ボタンを押すとポイントを獲得できるゲームがあり、獲得したポイントに応じてプレゼントに応募できる。
新型コロナウイルス感染症（COVID-19）流行の影響で制作作業が見合わせとなったことにより、2020年5月30日に放送予定であった第8話の放送を6月20日に延期した。なお、休止期間中は第1話から第3話が再放送された。なお、コロナ禍の影響以外では9月12日に『THE MUSIC DAY2020』（日本テレビ制作・14:55 - 22:54）を放送して休止した。
同年12月23日に全20話を収録したBlu-ray BOX（ANZX-13731/2）がアニプレックスから発売された。

### キャラクター（2020年版）
ここでは2020年版に登場するキャラクターのみを紹介。詳細がないキャラクターは1969年版の節の#キャラクターからそれぞれの詳細参照。

#### 主要人物
ハクション大魔王
声 - 山寺宏一
アクビ
声 - 諸星すみれ
プゥータ
声 - 山下大輝
ハクション大魔王の息子でアクビの弟。元々は着ぐるみYouTuberから生まれたキャラクターである（詳しくは「着ぐるみYouTuber」の項目を参照）。一人称は「オレ」。語尾に「…でし」とつけて喋る。
壺の中では体形の引き締まった青年の姿をしているが、おならによって壺から人間の世界に呼び出されると赤ちゃんの姿になり「プゥー」など赤ちゃんが喋るような言葉しか話せなくなってしまう。その様子を見たアクビや大魔王に中身まで赤ちゃんになっていると勘違いされ、それをいいことに赤ちゃんになったふりをしていて、壺から呼び出されてもご主人様の言うことを聞かずに魔法でいたずらをして主人が困っている様子を楽しんでいる。ただし、いたずらの度が過ぎて周りに多大な迷惑をかけてしまった場合には、反省するなど素直なところもある。また、姉想いなところもあり、魔法の壺が壊れてあくびをしてもアクビの服やアクセサリーしか出てこなくなった時、慌てたり、カン太郎がアクビのためにケーキを作ったことを知らずにイタズラした後、真相を知り、「早く言ってくれば良かったでしのに」と言うなどアクビを気にかけている。
カン太郎のことを「カンちゃん」と呼ばず「カン太郎」と呼び捨てにしており、たびたび魔法でいたずらを仕掛けるが嫌っているわけではなく、カン太郎に誘拐犯から助けられた時は不器用ながらも感謝したり、壺を壊してしまい後悔して泣きだしたカン太郎を本気で心配するなど、優しい面も見せている。
最終回では、カン太郎の叶わぬ夢を残酷だと思いつつ、本来の姿で最後まで彼にアクビの手を離さないようにと告げて壺の中へ戻った。
お寿司のネタではコハダと赤貝が好物。
与田山カン太郎
声 - 島袋美由利
2020年版の人間の中心人物で、かんいちの孫。愛称は祖父と同じくカンちゃん。一人称は「僕」または「俺」。
恵まれた環境で育っていることから無気力で欲が無く、宿題は要領よく学校で済ませて家でダラダラと過ごすことが大好きな小学5年生。2009年度生まれ。未来にはAIが人間の代わりに働いてくれる社会が来ると肯定的にとらえており、将来なりたい職業があってもAIに取って代わられるので意味がないと考えている。今時の子供らしく興味のないことにはとことん無関心で、すぐに離れたり帰ろうとしたりとチャレンジする気が無く、職業体験をさせようとするアクビと度々衝突してしまうこともあるが、次第にアクビのことを大切に想うようになる。人当たりは良いが、性格は良く言えば合理的で現実主義、悪く言えば理屈っぽく捻くれている。
幼い頃に祖父のかんいちから大魔王が魔法で願いを叶えてくれた昔話を教え聞かされていたが、アクビたちと出会うまでは作り話と思って信じていなかった。
アクシデントでアクビたちと共に壺の中に吸い込まれてしまい、魔法の世界の大人びた姿のアクビを目撃して、大人の姿の彼女に恋をしてしまう。
犬が苦手で、魔法の世界でブル公がカン太郎に懐こうと近寄ってきたが怖くて逃げ回っている。
鉄道ファンで鉄道関係の雑誌や、お年玉をつぎ込み鉄道模型を購入したり、部屋にヘッドマークを飾ったりしているが、趣味の範疇で電車の運転士などになりたい程ではない。
夏休みに家族旅行で訪れたリゾートホテルで、海外から帰国した祖父のかんいちと久しぶりに再会し、彼が大魔王との突然の別れで自分が甘えていたことを自覚し、以降は何事にも自分から積極的に「やらない後悔より、やって後悔」の考えをモットーに挑戦するようになった話を教えられ、ダラダラと毎日を過ごし、積極的ではない自分自身を反省するきっかけを与えられ、以降は何事にも挑戦するように積極的な性格になる。
最終話で叶えたい夢が「立派な大人になってアクビをお嫁さんにすること」とはっきりとしたが、そのためにカン太郎の夢を見つけるという修業の目的を果たしたアクビは修業を終え月の世界に戻ることとなり、叶えたい夢が叶わぬ夢になってしまう。

#### アイテム
魔法のじゅうたん
声 - 大畑伸太郎
がまぐちポケット
声 - 松重慎
ブル公
声 - 杉崎亮

#### 友人・クラスメート
カン太郎のクラスメート達は勿論、カン太郎同様2009年度生まれである。
賢麻里マリオ
声 - 戸松遥
カン太郎のクラスメートで親友。カン太郎よりさらに輪をかけた鉄ヲタ（撮り鉄）で、新幹線（こまちとはやて）の連結シーンを撮影するため盛岡駅まで遠征するなど、家でダラダラと過ごすカン太郎とは対照的に活動的。興奮するとおならをしてしまう特異体質の持ち主（おならは汽笛の音がする）。偶然遭遇した魔法で大人に変身したアクビに一目惚れしている。アクビのことを「あけみ」と聞き間違え、以降は変身したアクビのことを「あけみさん」と呼んでいる。また、子供の姿のアクビは「あけみ」の妹だとカン太郎に誤魔化され、信じ込んでいた。しかし、第12話で魔法を解いて大人の姿から元のアクビの姿に戻る場面を目撃して、あけみとアクビが同一人物であることを知り、カン太郎からアクビは魔法使いで、将来、魔法の世界の女王になる修業をしており、普段は魔法の壺の中で生活していることを明かされる。それ以来子供姿のアクビにも惚れている。しかし第19話でアクビの気持ちを知り、そのことでカン太郎にやり切れない気持ちをぶつけてしまうものの、最終回ではその気持ちを振り切り、アクビとの別れを受け入れられていないカン太郎をアクビのもとに向かわせるのに一役買った。アクビ達を魔法界に帰らせない為に友人達と共に協力するも、最終的に壺の魔力によりおならをしてしまい、プゥータを壺に戻してしまった。
金甘利ゆみず
声 - 関智一
カン太郎のクラスメートで大金持ちのおぼっちゃま。金持ちであることを鼻に掛けるところがある。
天野川みほし
声 - 峯田茉優
カン太郎のクラスメートの女の子。真面目で優しくかわいいものが大好き。クラスの男子のあこがれの的。好きなアニメのキャラクターの模写をしており、アニメプロデューサーからプロレベルと褒められるほど作画が得意。プゥータをよく抱っこしてあげている。ヘビが苦手で、肝試しの時にプゥータが魔法で出した大蛇を見た時は夢見勝と一緒に逃げ出した。
夢見勝奈々子
声 - 井澤詩織
カン太郎のクラスメートの女の子。マニアックな知識が豊富で興味があることには饒舌になる。人気が出そうな無名のアイドルを発掘して追いかけるアイドルマニアの一面がある。みほし同様、ヘビが苦手。
権田原元気
声 - 大畑伸太郎
カン太郎のクラスメートの男の子。考えることが苦手でつい体が先に動いてしまう。坊主頭で団子鼻が特徴の健康優良児。カン太郎のことを「カンちゃん」と呼ばず、呼び捨てで呼んでいる。
万福坂みつる
声 - 岡本信彦
カン太郎のクラスメートの男の子。ものすごい食いしん坊で、美味しいもののためならどんな苦労も惜しまない。食への拘りから食器にも拘りを持ち、陶芸教室で自分用の食器を創作していることから、そこそこの陶芸の腕前を持っている。

#### 与田山家
与田山タカシ
声 - 村本享太郎
カン太郎の父でかんいちの息子。中小企業のサラリーマン。カン太郎と同じくアクビや魔王のことはかんいちの作り話と思っていたが、実際にアクビに会っても戸惑うことなくアクビのことを受け入れ仲良くなっている。
実のきょうだいについては第4話で「おじさんに会いに行って来る」という発言があったため、少なくとも男兄弟が1人はいる。
与田山ヨウ子
声 - 日髙のり子
カン太郎の母。カン太郎の面倒を見たり、率先してお手伝いを申し出るアクビに感謝し、アクビのことを受け入れ仲良くなっている。また、女っ気の少ない与田山家に女の子のアクビが現れたことを喜んでいる。結婚式場のブライダルスタッフの仕事をしており、日中は家にいない。若い頃、アイドルを目指していたことがあり、話の流れからアクビと「昭令和ツインミラクル」というアイドルユニットを結成し大人気になるが、アクビが壺の中に戻ったのを契機に解散・引退する。
与田山カンイチ
声 - 古川登志夫
ブル子
声 - 八百屋杏
与田山家の太り気味のメスの飼い猫。

#### その他
ソレカラおじさん
声 - チョー
宅配屋
声 - 木内太郎
第1話登場。カン太郎の家に魔法の壺が入った小包を配達した。
小学生
声 - 植田千尋、鈴代紗弓
第1話登場。ハクション大魔王に声をかけられ、不審者と思い絶叫し防犯ブザーを鳴らした。
天野川詩織
声 - 佐藤聡美
第2話、最終話登場。天野川みほしのママ。豆ノ木町の人気ヨガ教室のインストラクター。
鈴木先生
声 - 真木駿一
第2話登場。豆ノ木小学校の体育教師で体操クラブの顧問。
田中さん
声 - 河村梨恵
第2話登場。豆ノ木町でマッサージ店を営んでいる。
女性店員
声 - 荻野葉月
第3話登場。家電量販店でスマートフォンを購入しようとしたアクビの接客をした。
男性店員
声 - 石狩勇気
第3話登場。家電量販店で掃除機の実演販売をしていて、プゥータのいたずらの被害にあった。
鬼山田教官
声 - 豊口めぐみ
第4話登場。CAの教官。普段はおとなしく訓練になると人が変わったように厳しくなるが、褒めるべきところは褒めてくれる。
テツパン
声 - 阪口大助
第5話登場。人気Tチューバー。鉄道ファン向けの動画を投稿しており、カン太郎は彼の大ファン。
クシャミ大魔王
第5話登場。人気Tチューバー。偶然目撃したハクション大魔王にスター性を感じ、大魔王の着ぐるみを着ておもしろ動画を投稿していたが、最後まで中の人の正体は不明だった。
社長
声 - 堀内賢雄
第6話登場。芸能事務所の社長。アクビとヨウ子をアイドルとしてスカウトし、カン太郎をマネージャーとして採用した。
門屋馬プロデューサー
声 - 樫井笙人
第6話登場。アイドルのプロデューサー。本人は覚えていないがヨウ子と因縁がある。
平成ニュースリー
声 - 前島亜美、長谷川育美、岡咲美保
第6話登場。門屋馬がプロデュースする3人組アイドル。アクビとヨウ子に勝負を申し込んだ。
番組MC
声 - 高橋伸也
第6話登場。司会者。アクビとヨウ子のアイドル対決を盛り上げた。
三つ子の母親
声 - 佐藤はな
第7話登場。ヨウ子の同級生。同窓会に出席する間、三つ子の赤ちゃんを与田山家に一時的に預けた。
三つ子の赤ちゃん
声 - 種﨑敦美、石見舞菜香、木野日菜
第7話登場。子守をするアクビやカン太郎たちの世話を焼かせた。
TVレポーター
声 - 本泉莉奈
第7話登場。金甘利家の運営する24時間年中無休の保育園「乳児ィランド」を取材していた。
スイゾウ
声 - 鈴村健一
第8話登場。テーマパーク「ニンジャーランド」の従業員。実は戦国時代から金甘利家に仕える本物の忍者の末裔。カン太郎に忍者の素質があると思い、忍者ショーへの出演をオファーした。
誘拐犯
声 - 内匠靖明
第8話登場。スイゾウの一族の裏切り者。金甘利を身代金目的で罠を仕掛け誘拐しようとした。
陶芸の先生
声 - 拝真之介
第9話登場。万福坂が通う陶芸教室の先生。魔法の壺を作り直すカン太郎のために万福坂が紹介した。
犬神ミラノ
声 - 矢尾一樹
第10話登場。オネエ口調の有名ドッグトレーナー。口癖は「ワンチャンあるわ」。
ブルゴン
声 - 山本兼平
第10話、第17話登場。金甘利が飼っているブル公にそっくりな犬。獰猛そうに見えて実は臆病。
執事
声 - 間島淳司
第10話、第17話登場。金余利家の執事。推理でゆみずの父親のゴルフクラブを盗んだ真犯人を言い当てる。
げんこ鮨の親父
声 - ふくまつ進紗
第11話登場。すし職人。飾り寿司や笹の葉の細工切りを披露する等、寿司作りの腕は優秀で、国産のネタに拘った江戸前寿司を提供していたが、回転すし店に客が流れてしまっていたところ、大魔王の顔を模した飾り寿司「ダイマオウ鮨」が人気を博し、行列ができて客足が戻る。
おじさん
声 - 辻親八
第12話登場。花火職人をしているマリオのおじさん。カン太郎とマリオに花火についていろいろレクチャーした。
熊山育三
声 - 檜山修之
第13話、第16話登場。豆ノ木町子供会・会長。キャンプ歴30年。子供会のキャンプでカン太郎たちを引率し、ピザを調理するための段ボール窯を準備してあげたり、牛乳パックを利用したホットドックの調理方法をレクチャーしてくれた。
第16話ではカン太郎たちの寺修行に同行している。
料理長
声 - 矢野龍太
第13話、第17話登場。金甘利のグランピングでA5ランクの神戸牛を材料にピザ窯を使ってピザを調理した。
担任の先生
声 - 桜井浩美
第14話登場。カン太郎のクラスの担任の女性教師。
ワシ子
声 - 桜木可奈子
第14話登場。カン太郎が夏休みに家族と大魔王一家と宿泊したリゾートホテル「ワシヤホテル」のワシをモチーフにしたマスコットキャラクター。オスのマスコットのワシオくんというキャラクターもいる。
新久保プロデューサー
声 - 興津和幸
第15話登場。ハクション大魔王2020を制作しているアニメ制作会社のプロデューサー。作画スタッフ出身。スタッフが他作品の制作に駆り出されて人手不足となり、自ら作画作業に回っていた。
和尚
声 - 小形満
第16話登場。カン太郎たちが修行した寺の和尚。子供たちに夜に絵馬を奉納する肝試しをさせる。
お地蔵様
声 - 蓮岳大
第16話登場。プゥータが魔法を使いイタズラで出したお化け。金甘利を怖がらせた。
落武者
声 - 佐々木義人
第16話登場。プゥータが魔法を使いイタズラで出したお化け。権田原を怖がらせた。
金甘利コバン
声 - 島﨑信長
第17話登場。金甘利ゆみずのいとこ。ゆみずの父親のゴルフクラブが怪盗キラキラムーンに盗まれたと聞いて犯人捜しの推理に現れるが、推理の途中でおならをして魔法の壺からプゥータが飛び出したので高価な壺と思い、魔法の壺を盗もうとしていた。イギリスのパブリックスクールで学んでいる。
甘杉ジン
声 - 櫻井孝宏
第18話登場。ケーキ屋・パティスリー甘杉のパティシエ。顧客の女性たちからアイドル的な人気を誇り、ファンの女性を「子猫ちゃん」と呼ぶ。ファンの女性に向け薔薇の花を放ち、その薔薇を受け取った女性からの要望を聞き受ける。薔薇を受け取ったアクビから頼まれケーキ作りの職業体験するカン太郎を「筋がいい」と褒める。
カン太郎からなぜパティシエになったのかと尋ねられ、大切な人に喜んでもらうためパティシエになったと答えている。
母巣埼
声 - 斉藤貴美子
第18話登場。甘杉ファンのセレブマダム三人組のリーダー。プゥータの魔法でカン太郎が甘杉のケーキを盗んだと思い込まされ、盗賊ネコババ団としてカン太郎が作ったケーキを盗み返そうとする。
球木
声 - 橘U子
第18話登場。甘杉ファンのセレブマダム三人組のひとり。母巣埼に吹き込まれ盗賊ネコババ団としてバレーボールが発射されるバズーカ砲を使い、カン太郎が作ったケーキを盗み返そうとする。
我理田
声 - 小島幸子
第18話登場。甘杉ファンのセレブマダム三人組のひとり。ロボット工学の研究者。母巣埼に吹き込まれ盗賊ネコババ団としてロボットを操り、カン太郎が作ったケーキを盗み返そうとする
サッシャ
声 - 柳田淳一
第18話登場。テレビレポーター。パティスリー甘杉を番組で紹介する。

### スタッフ（2020年版）
- 原作 - タツノコプロ
- 企画・チーフプロデューサー - 永井幸治、門屋大輔
- プロデューサー - 渡邉季之
- クリエイティブディレクター - モギシンゴ
- アソシエイトプロデューサー - 中島俊介、熊田洋、本橋修一
- スーパーバイザー - 笹川ひろし
- シリーズ構成 - 金杉弘子[5]
- 設定・企画協力 - 和田理
- キャラクターデザイン原案 - 吉田すずか
- キャラクターデザイン・総作画監督 - 武本心、野口征恒
- 色彩設計 - 小森谷初
- 美術監督・美術設定 - 水谷利春
- 撮影監督 - 秋山涼路
- 編集 - 石井知
- 音響監督 - 本山哲
- 音楽 - 島崎貴光、佐々木裕、清水哲平
- 音楽プロデュース - 島崎貴光
- 音楽制作 - スマイルカンパニー
- アニメーションプロデューサー - 古久保悠
- 制作管理 - 吉田昇一
- 監督 - 濁川敦[5]
- アバン作画監督 - 野口征恒
- アバン原画 - ビー・バード、戯画プロダクション
- 効果 - 鷲尾健太郎
- 録音スタジオ - タバックスタジオ
- 音響制作 - マジックカプセル
- 協力 - 株式会社トミーテック、株式会社セルシス（各話）、株式会社渡辺プロダクション、株式会社ホリプロ（第6話）、株式会社フォーシーズ（ピザーラ）（第13話）、箱根登山鉄道株式会社（第18話）
- アニメーション制作 - タツノコプロ、日本アニメーション
- 制作 - 読売テレビ、タツノコプロ

### 主題歌（2020年版）
オープニングテーマ
- 「サテスハクション」（ラーメンカレーミュージックレコード）[31]

作詞・作曲・編曲・歌 - 奥田民生
バッキングのギターリフが1969年版のオープニング曲のイントロと同じになっている。
同アニメ枠では1クールごとに主題歌が変わるのが通例となっているが、本作では2クール連続で同じ主題歌が起用されている。
1stエンディングテーマ（1話 - 10話）
- 「あくびをすれば」（ソニー・ミュージックアソシエイテッドレコーズ）[32]

作詞 - おかもとえみ / 作曲 - ひろせひろせ / 編曲・歌 - フレンズ
2ndエンディングテーマ（11話 - 20話）
- 「フレフレ」（ソニー・ミュージックレコーズ）[31][33]

作詞 - 中川翔子、岩里祐穂 / 作曲・編曲 - Hanazabu / 歌 - 中川翔子 / ダンス振付 - ねお
ミュージックビデオに使用するダンス動画が募集された。

### 各話リスト（2020年版）
| 回数          | 放送日         | サブタイトル                            | 脚本         | 絵コンテ        | 演出         | 作画監督                            |
| ------------- | -------------- | --------------------------------------- | ------------ | --------------- | ------------ | ----------------------------------- |
| 1             | 2020年 4月11日 | 出まして 来まして アクビです!の話       | 金杉弘子     | 濁川敦          | 濁川敦       | 武本心                              |
| 2             | 4月18日        | おならのプゥータ、大暴れ! の話          | 金杉弘子     | 西田健一        | 西田健一     | 堀江佑                              |
| 3             | 4月25日        | 壺の中からアハハンハン! の話            | 金杉弘子     | 野田泰宏        | 野田泰宏     | たかぎじゅん 木下由衣               |
| 4             | 5月2日         | アクシデント、プリーズ! の話            | 金杉弘子     | 飯村一夫        | 尾崎正善     | 島袋美由紀                          |
| 5             | 5月9日         | 大魔王が2人!? の話                      | 永野たかひろ | 神谷純          | 東田夏実     | 佐藤好春 武本心                     |
| 6             | 5月16日        | ママはアイドル! の話                    | 石橋大助     | 城所聖明        | 奥野浩行     | 奥野浩行                            |
| 7             | 5月23日        | プゥータを保育園に入れてみた! の話      | 千葉克彦     | 前田薫平        | 前田薫平     | 武本心                              |
| 8             | 6月20日        | 忍者VS魔法使い! の話                    | 石橋大助     | 西田健一        | 西田健一     | 堀江佑                              |
| 9             | 6月27日        | 魔法の壺が割れちゃった! の話            | 金杉弘子     | 久保山英一      | 久保山英一   | たかぎじゅん 丹澤学                 |
| 10            | 7月4日         | カンちゃん、犬になる! の話              | 永野たかひろ | 清島ゆう子      | 尾崎正善     | 島袋美由紀                          |
| 11            | 7月11日        | ピラルクー? 何それ? おいしいの? の話    | 千葉克彦     | 前園文夫        | 前園文夫     | 増田敏彦                            |
| 12            | 7月18日        | 理想の花火デート! の話                  | 石橋大助     | 桜ヶ丘聖        | 野田泰宏     | 佐藤好春 LEE JAE HAN OH YANG HYUN   |
| 13            | 7月25日        | カネかアイデアか!? キャンプの達人! の話 | 金杉弘子     | 前田薫平        | 前田薫平     | 武本心                              |
| 14            | 8月1日         | 元祖カンちゃんが帰ってきた! の話        | 金杉弘子     | 中西基樹        | 中西基樹     | 堀江佑                              |
| 15            | 8月8日         | アニメから飛び出した!? の話             | 石橋大助     | 前田薫平        | 東田夏実     | 佐藤好春 中山智香 武本心            |
| 16            | 8月15日        | 怖いものって人それぞれ! の話            | 千葉克彦     | 清島ゆう子      | 尾崎正善     | 島袋美由紀                          |
| 17            | 8月29日        | 大豪邸窃盗事件 解決編! の話             | 千葉克彦     | 前園文夫        | 前園文夫     | 進藤満尾 柿椿滲美 申榮淳            |
| 18            | 9月5日         | ケーキ屋カンちゃん! の話                | 永野たかひろ | 西田健一        | 西田健一     | 堀江佑                              |
| 19            | 9月19日        | 夢をみつけた! の話                      | 石橋大助     | やすみ哲夫      | 奥村よしあき | 荒牧園美 萩原祥子 今野幸一 槙田一章 |
| 20 （最終回） | 9月26日        | さよなら、アクビ! の話                  | 金杉弘子     | 濁川敦 前田薫平 | 濁川敦       | 武本心                              |

### 放送局（2020年版）
| 放送期間                         | 放送時間           | 放送局                                                                   | 対象地域 | 備考                      |
| -------------------------------- | ------------------ | ------------------------------------------------------------------------ | -------- | ------------------------- |
| 2020年4月11日 - 9月26日          | 土曜 17:30 - 18:00 | 読売テレビ（制作局）をはじめとする 日本テレビ系列 (NNS) フルネット局28局 | 日本全域 | 連動データ放送            |
| 2020年4月12日 - 9月27日          | 日曜 7:00 - 7:30   | テレビ大分                                                               | 大分県   | NNS/FNSクロスネット局     |
| 2020年4月17日 - 10月2日          | 金曜 20:30 - 21:00 | AT-X                                                                     | 日本全域 | CS放送 / リピート放送あり |
| 日本テレビ系列は字幕放送を実施。 |                    |                                                                          |          |                           |

| 配信開始日    | 配信時間        | 配信サイト |
| ------------- | --------------- | --- |
| 2020年4月11日 | 土曜 18:00 更新 | Hulu |
| 2020年4月16日 | 木曜 0:00 更新  | Amazonプライム・ビデオ dアニメストア DMM.com dTV Google Play GYAO! GYAO!ストア HAPPY!動画 J:COMオンデマンド music.jp Netflix Rakuten TV TSUTAYA TV ビデックスJP ゲオTV ニコニコチャンネル バンダイチャンネル TELASA ビデオマーケット ふらっと動画 |

## 広告・イメージキャラクターへの起用
- 1989年、神戸製鋼所がリクルート用のテレビCMで、『巨人の星』の伴宙太や『ムーミン』のスナフキンとともに往年の人気キャラクターという形で、アクビを起用した。どのキャラクターも神戸製鋼での仕事について彼らなりの観点で語るものだったが、アクビの場合は研究について「うふふふふ、オトたまの魔法より役に立ちますよ」と仕事のやりがいをアピールするというものだった。新日本製鐵なども同時期に求人用のテレビCMを打ち出しており、一般への認知が低い製鉄業界がテレビCMを流したことで話題になる。なお神戸製鋼は、翌年同じ『巨人の星』の花形満や『サイボーグ009』のギルモア博士を登場させた同系統のCMを作っている（BGMなど、新シリーズとしての差し替え版として）。
- 1999年11月にダイハツ・ネイキッドのCMとして起用されていた。
- 2004年4月にたちばな出版の「ハクション大魔王・クシャミキャンペーン」で、「袋入りコショー」「ビン入りコショー」のキャラクターに起用された[39]。
- 田辺製薬の風邪薬「新ノバポンGO」（ジーオー）のCMにも登場した。後にこのCMのナレーションは魔王役の大平が独自で演じた。
  - 大平は当時、田辺製薬のCM契約タレントだった。
- 三菱電機の空気清浄機のイメージキャラクターに大魔王が起用されている。
  - 「ハクション大魔王2020」では、データ放送の視聴者プレゼントで三菱電機の空気清浄機が賞品となっている。
- アクビとともにサノフィ株式会社のアレルギー性疾患治療剤「アレグラ」の2000年発売時よりイメージキャラクターとなっている。
  - 同剤の効能はアレルギー性鼻炎、蕁麻疹など（「クシャミ」と「カイカイ」に効く）であり同種同効品に比し眠気の副作用が少ない（「アクビ」が出ない）。
  - 同社においては、花粉・ダニ・ハウスダストなどのアレルゲンによるアレルギー性鼻炎を広報するために、その患者が受診可能な耳鼻咽喉科や呼吸器科、及びそれらに付随する事が多い調剤薬局での同社取り扱いの掲示ポスターや配布物（シールなど）にも、アクビやカンちゃんなどの登場キャラクターと共にイメージキャラクターとして起用している。
  - 同社からは、アレルギー性疾患啓発のために8話の新作短編アニメが製作・公開されている[40]。
- 日本振興銀行のイメージキャラクターに起用された。
- コロワイド東日本が2009年から[41]関東で展開していたハンバーグレストラン「ハンバーグ大魔王」のイメージキャラクターに起用された。
- 西日本旅客鉄道（JR西日本）では、2012年度より「タツノコオールスターズ」を起用した「さわやかマナーキャンペーン」を実施している。同年4月度から5月度のキャンペーンとして、大魔王が「うるさいでごじゃるよ！」と、車内で騒ぐアクビとカンちゃんをたしなめる内容の、マナー啓発ポスターとアニメーションCMを、同社の各駅構内で掲示・公開している。
- 2015年に東北楽天ゴールデンイーグルスに入団したゼラス・ウィーラーは顔が大魔王に似ていることから、楽天球団も度々コラボレーション企画を行っており、2017年に初めてグッズが発売された。2020年シーズン開幕直後に読売ジャイアンツへトレード移籍したが、入団会見の席には大魔王・アクビ・プゥータ・それからおじさんのぬいぐるみが置かれていた。また、巨人へ移籍後の登場曲は1969年版のオープニングテーマを使用している。
- 2015年にユニー「アピタバザール」のCMに大魔王、カンちゃん、アクビが起用された（同じくタツノコプロ作品の『タイムボカンシリーズ ヤッターマン』『マッハGoGoGo』『昆虫物語 みなしごハッチ』の登場人物も出演）[42]。さらにタツノコプロ作品のキャラクターがデザインされたTシャツを期間限定で販売した[43]。
- ハクション大魔王2020の作中に登場するオリジナルピザのレシピをピザーラとタイアップして『アクビちゃんオリジナルピザレシピコンテスト』で募集し、最優秀賞の受賞者名をアニメのエンドクレジットで掲載し、副賞としてピザーラのピザ1年分（2,500円OFFクーポン×12枚）を進呈するイベントを実施した[9]。
- 2020年、函館商工会議所はGoToトラベルキャンペーンを利用する旅行者を函館に誘致する目的でハクション大魔王とアクビちゃん、プゥータくんの大魔王一家の着ぐるみが函館の名所を訪ねる観光プロモーション動画を制作した[44]。

## 関連作品

### 漫画
- 『ハクション大魔王』（内山まもる・松岡よしき・富田まさよし画、天馬正人脚本、講談社『週刊ぼくらマガジン』、1969年 - 1970年）[45]
- 『ハクション大魔王』（太田じろう画、天馬正人脚本、講談社『たのしい幼稚園』、1969年 - 1970年）[46]

### アニメ
- 『タイムボカン王道復古 タツノッコン王国で同窓会だコロン』 - モブキャラとして登場。
- 『超える!テレビ 世紀末伝説ワンダフルタツノコランド 円盤星人UBO』 - メインキャラクターとして出演。1969年版の後日談。
- 『ハクション大魔王“史上最大魔王の戦い…?の話』 - 3DCGアニメ
- 『よばれてとびでて!アクビちゃん』 - アクビが主役のスピンオフアニメ。1969年版の続編。
- 『アクビガール』- 『よばれてとびでて!アクビちゃん』と同じく、アクビが主役のスピンオフアニメ。
- 『ヤッターマン（2作目）』 - 数回ゲスト出演している。
- 『パンドラとアクビ』 - モンスターストライクとのコラボアニメ映画。
- 『Peeping Life -手塚プロ・タツノコプロワンダーランド- 』 - 『Peeping Life』と手塚プロ&タツノコプロとのコラボレーションアニメ。
- 『おはようハクション大魔王』 - 『ZIP!』とのコラボレーションアニメ。

### ミュージカル
- 『タツノコ ファミリーミュージカル 帰ってきた! ハクション大魔王』 - 全8会場（上演回数は不明）にて上演[47]。

### ゲーム
期間限定イベントコラボレーションは除いている。オマージュやパロディも同様。
『ハクション大魔王』単独作品
- 『RPGハクション大魔王』 - RPG。ソフトバンク、DoCoMo、EZweb向けの携帯電話ゲーム[48]。企画・制作は寺田憲史[48][49]。
- 『ハクション大魔王 ～ユカイでキケンな空中探検～』 - カジュアルゲーム。スマートフォン用[50]。後日、操作性などをアップデートして一部タイトルを変更し再リリース[51]。

『タツノコプロ』の他作品とのクロスオーバー作品
- 『タツノコ VS. CAPCOM CROSS GENERATION OF HEROES』 - 対戦格闘アクション。Wii版でハクション大魔王がプレイヤーキャラクターとして登場する。
- 『タツノコオールスターズ ULTIMATE CARD BATTLE』 - カードバトルゲーム。Mobage用の携帯電話ゲーム（フィーチャーフォン、スマートフォン）。登場するイラストは全て本作用に描き下ろされている[52]。
- 『タツノコヒーローズ』 - カードバトルゲーム。Yahoo! Mobage用のPC向けブラウザゲーム[53]。
- 『タツノコウォーズ』 - 爽快ランナーアクションゲーム。大幅アップデート後にアクビちゃんが登場[54]。
- 『タツノコパズルヒーローズ ドロンジョ様におしおきだべぇ』 - パズルゲーム。スマートフォン向けの携帯電話ゲーム。大幅アップデート後に登場[55]。

### パチンコ・パチスロ
パチンコ
- CRハクション大魔王（2000年、サミー）
- CRハクション大魔王2（2004年、サミー）
- CRハクション大魔王3 アクビ娘（2009年、サミー）
- ぱちんこCRハクション大魔王（2015年、サミー）
- CRハクション大魔王（2017年、七匠）

パチスロ
- ハクション大魔王S（2002年、サミー）
- 出ましたハクション大魔王（2005年、サミー）

## ドラマ（2013年）
2013年11月17日、フジテレビ系列にて放送された。放送時間は日曜19:00 - 20:54（JST）。主演は関ジャニ∞（現・SUPER EIGHT）の村上信五。視聴率は8.6%と、同時間帯最下位（テレビ東京 を除く）だった。
時代設定がオリジナルよりも製作時の現代に合わせて変更・追加点が存在する。
放送終了後も主演の村上が出演する『月曜から夜ふかし』（日本テレビ系）や『関ジャニ∞クロニクル』（フジテレビ系）等でネタにされることが多い。
アニメ版とドラマ版の相違点
- ゲジゴンの話し方がアニメ版では関西弁だったのに対し、ドラマ版では標準語に変更され、さらに一人称も「ワイ」または「わて」もしくは「わし」から「オレ様」に変更されている。
- ブタマンのハゲの髪型がアニメ版ではカッパの頭に似た禿げ頭だったのに対し、ドラマ版では髪の毛が生えており、常に帽子を被っている。
- カンちゃんの担任がアニメ版ではデブ山先生だったのに対し、ドラマ版ではドラマ版オリジナルキャラクターの花園先生に変更されている。

### キャスト
- ハクション大魔王、小茂茶太郎 - 村上信五（関ジャニ∞・二役）
- アクビ - 渡邉このみ（幼少期：咲音）
- カンちゃん（与田山カン一）〈7〉 - 馬渕誉
- パパ（与田山与太郎）〈45〉 - 温水洋一
- ママ（与田山花子）〈36〉 - 白石美帆
- 先生（花園美咲） - 小沢真珠
- ユリ子パパ - 葛山信吾
- ユリ子ママ - なつみ
- ゲジゴン母 - 山村紅葉
- 金田ママ - 白鳥久美子（たんぽぽ）
- ユリ子 - 庵原涼香
- ゲジゴン - 長与航己
- サボテンのトゲ - 横山陽紀
- ブタマンのハゲ - 下出倫輝
- 金田 - 春原雅之
- 先代の社長（小茂茶太郎の父） - 神保悟志
- その他 - 木村真那月、須田琉雅、鈴木もも、須田瑛斗、平田敦子、今野杏南、加世幸市、児玉頼信

### スタッフ（ドラマ）
- 原作 - タツノコプロ『ハクション大魔王』
- 脚本 - 阿相クミコ
- 演出 - 西浦正記（FCC）
- 主題歌 - 村上信五「ハクション大魔王の歌」
- 主題歌協力 - 義川正巳
- OP画コンテ・演出 - ワタナベシンイチ
- OP制作 - 吉田昇一（タツノコプロ）
- 音楽協力 - 信澤宣明、SUI、木村秀彬
- 音楽プロデューサー - 池田貴博（ミラクル・バス）
- 演出補 - 八十島美也子
- 特殊メイク - 江川悦子（メイクアップディメンションズ）
- 特殊造型 - 若菜淳夫
- ビジュアルエフェクト - 泉谷修（日本エフェクトセンター）
- アクションコーディネーター - 吉田浩之
- フードコーディネート - はらゆうこ
- ドッグトレーナー - 山口健夫
- 技術協力 - ビデオスタッフ、ブル
- 照明協力 - ザ・ホライズン
- 美術協力 - テレビ朝日クリエイト
- 選曲・音響効果 - スポット
- 撮影協力 - 青梅市、青梅市教育委員会、青梅市観光協会、日野映像支援隊
- 編成企画 - 水野綾子
- プロデュース - 神戸明（東宝映画）
- プロデュース補 - 堀江愛佳
- 制作 - フジテレビ
- 制作著作 - 東宝映画

### 放送日程
| 放送日         | サブタイトル             |
| -------------- | ------------------------ |
| 2013年11月17日 | 出ました! 大魔王の話     |
| 2013年11月17日 | 大魔王のそっくりさんの話 |
| 2013年11月17日 | 子供の城で大合戦!の話    |

サブタイトルデザインと読み上げは、アニメ版第26回までと同じパターン。

## 着ぐるみYouTuber
2018年10月2日より着ぐるみYouTuberとして、はくしょん大魔王とあくびちゃんが活動を開始。2018年12月よりあくびちゃんの弟ぷぅーたくんが登場する。
- ぷぅーたくん

はくしょん大魔王の息子。あくびちゃんの生き別れの弟。元気で負けず嫌いな性格。語尾は「でしっ」。